# Basilica di San Paolo fuori le mura
(Iscrizione sopra l'arco trionfale)
La basilica papale di San Paolo fuori le mura è una delle quattro basiliche papali di Roma, la più grande dopo quella di San Pietro in Vaticano.
Sorge lungo la via Ostiense, nell'omonimo quartiere, vicino alla riva sinistra del Tevere, a circa 2 km fuori dalle mura aureliane (da cui il suo nome), uscendo dalla Porta San Paolo. Si erge sul luogo che la tradizione indica come quello della sepoltura dell'apostolo Paolo (a circa 2,6 km dal luogo, detto "Tre Fontane", in cui subì il martirio e fu decapitato); la tomba del santo si trova sotto l'altare papale. Per questo, nel corso dei secoli, è stata sempre meta di pellegrinaggi; dal 1300, data del primo Anno Santo, fa parte dell'itinerario giubilare per ottenere l'indulgenza e vi si celebra il rito dell'apertura della Porta Santa. Fin dall'VIII secolo la cura della liturgia e della lampada votiva sulla tomba dell'apostolo è stata affidata ai monaci benedettini dell'annessa abbazia di San Paolo fuori le mura.
L'intero complesso degli edifici gode del beneficio dell'extraterritorialità della Santa Sede, pur trovandosi nel territorio della Repubblica Italiana. La Basilica è Istituzione collegata alla Santa Sede, inclusa l'annessa abbazia. Su tutto il Complesso extraterritoriale la Santa Sede gode di piena ed esclusiva giurisdizione nonché del divieto, da parte dello Stato Italiano, di attuare espropriazioni o imporre tributi.
Il luogo rientra nella lista dei patrimoni dell'umanità dell'UNESCO dal 1980.

## Storia

### Prima della basilica
L'area in cui sorge la basilica di San Paolo fuori le mura, al 2º miglio della via Ostiense, era situata presso l'argine del Tevere dove esisteva un'area portuale nota ora come "Darsene di Pietra Papa", attiva tra I° secolo a.C. e II d.C., costituendo un nodo di un antico reticolo viario (via Ostiense, via Laurentina, via che conduceva alla via Appia, via Grotta Perfetta e oltre l'argine l'antica via Campana). Nelle immediate vicinanze, come emerso dalle ispezioni archeologiche anteriori alla costruzione dell’ospedale Bambino Gesù, erano presenti resti di una proprietà di pertinenza di una villa romana di circa 1100 mq esistente tra il I sec. a.C. e il III d.C. forse appartenente alla famiglia dei Calpurni Pisoni. 
Il territorio era inoltre interessato da un vasto cimitero subdiale (da sub divos = sotto gli dèi, vale a dire a cielo aperto), in uso costante nell'era coincidente con l'attività del vicino porto fluviale, dal I secolo a.C. al III secolo d.C. ma sporadicamente riutilizzato, soprattutto per la costruzione di mausolei, fino alla tarda antichità. Era un cimitero esteso e comprendeva diverse tipologie di tombe, dai colombari di famiglia a piccole cappelle funerarie spesso affrescate e decorate con stucchi. La quasi totalità di quest'area sepolcrale è ancora sepolta (per la gran parte sotto il livello del vicino Tevere), ed è stimata estendersi sotto tutta l'area della basilica e della zona circostante. Una minima ma significativa parte di essa è visibile lungo la Via Ostiense, appena fuori del transetto nord della basilica

### Dalla sepoltura di Paolo a Costantino

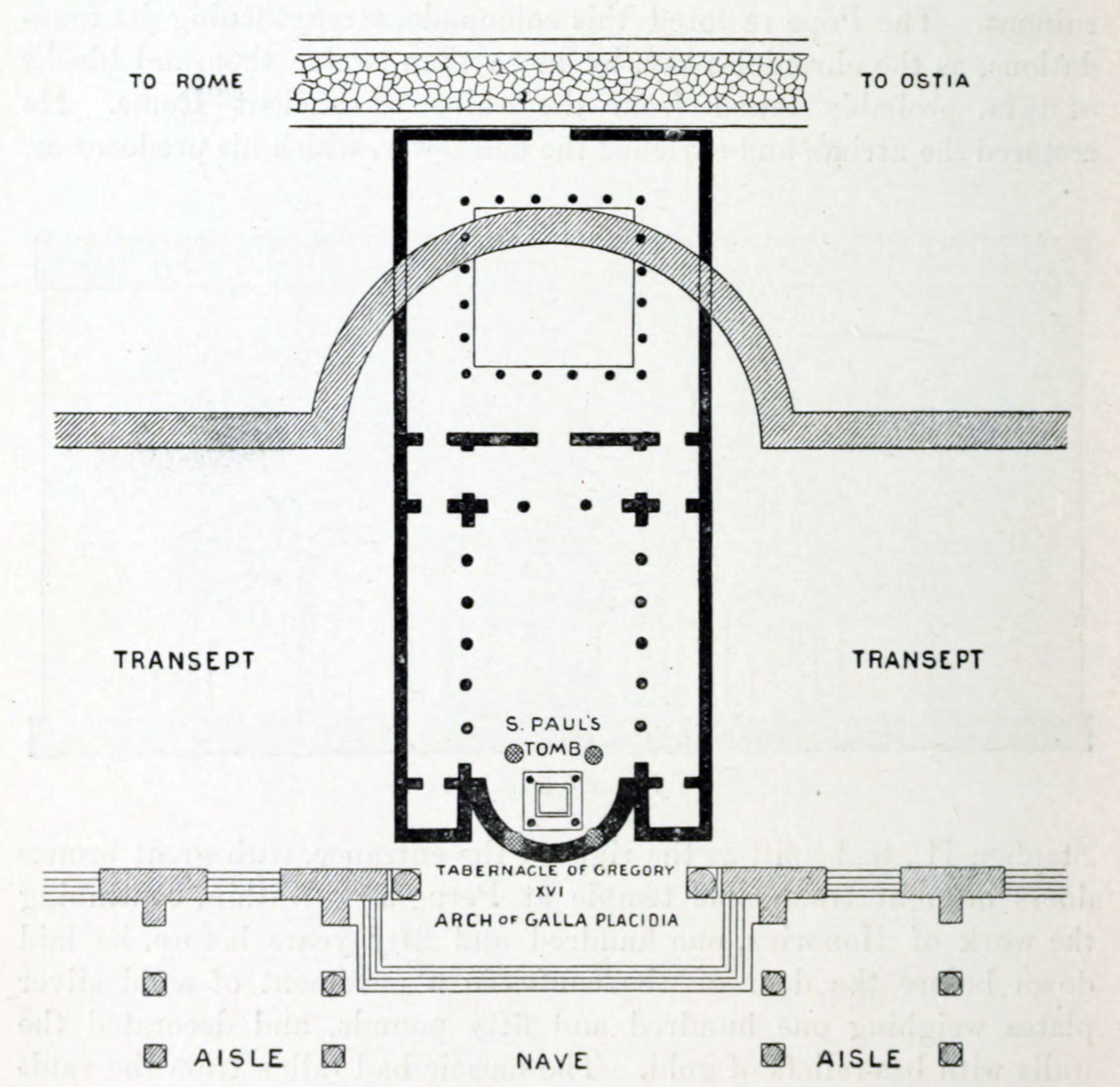
Pianta della basilica costantiniana

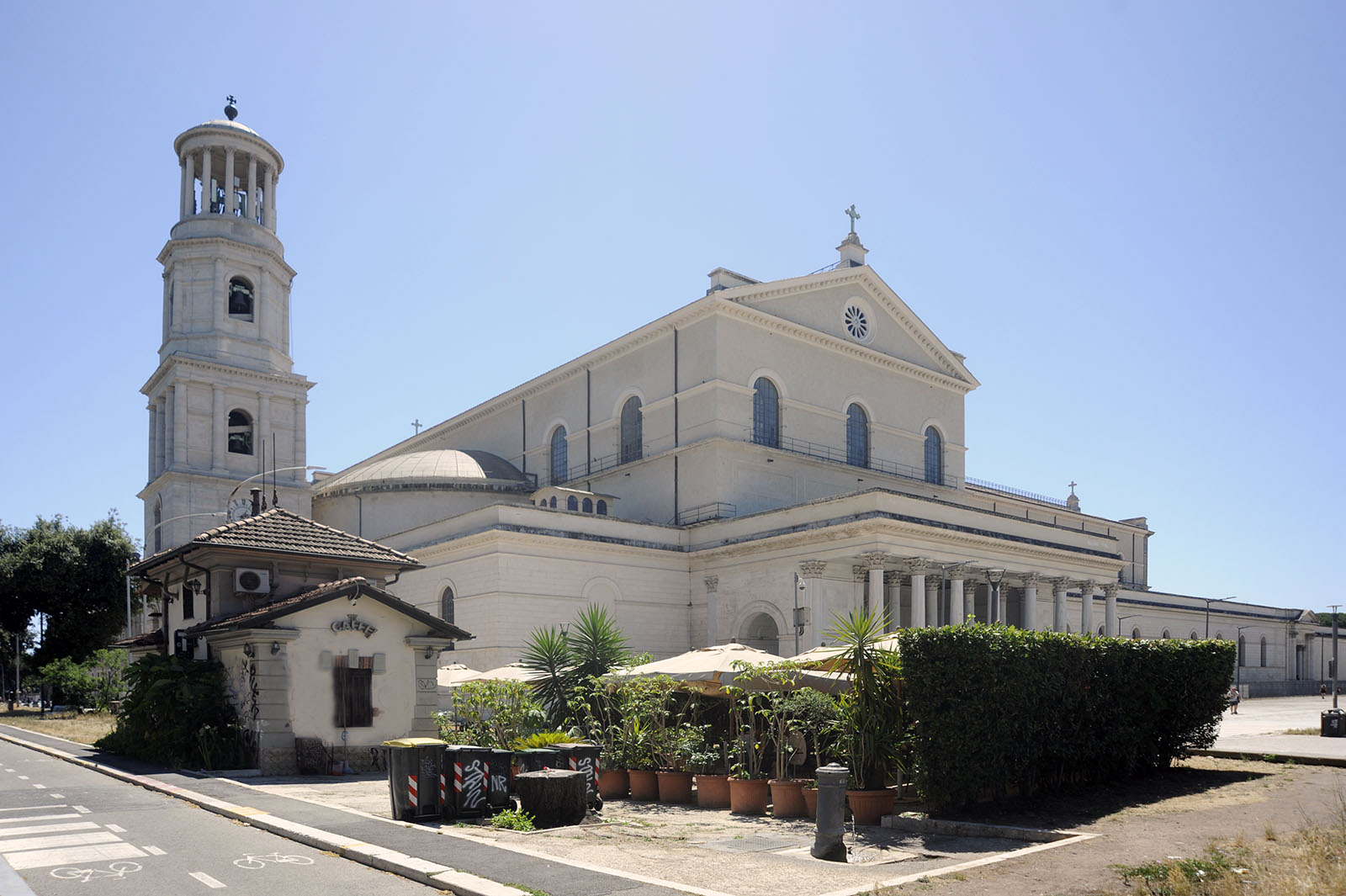
Basilica di San Paolo nel 2024

È nell'area dove sorge l'attuale basilica, un non meglio identificato Praedium Lucinae posto lungo la via Ostiense, che una consolidata tradizione cristiana afferma che Paolo di Tarso grazie all'intervento della matrona Lucina, sia stato sepolto all'interno della proprietà di costei, dopo aver subito il martirio per decapitazione non lungi da questo luogo, presso la località nota come Acque Salvie oggi Tre Fontane, dove sorge l'omonima Abbazia. 
Sia Paolo che Pietro sarebbero caduti vittime della persecuzione neroniana seguita al grande incendio di Roma del 64. Secondo alcune teorie i due sarebbero stati martirizzati proprio nel 64, dopo l'incendio. Secondo Eusebio di Cesarea, invece, i due sarebbero stati uccisi nel 67. Come per il sepolcro di Pietro, anche quello di Paolo divenne immediatamente oggetto di venerazione per la nutrita comunità cristiana di Roma che relativamente presto eresse, sulle tombe dei due, dei piccoli monumenti funerari. Eusebio di Cesarea riporta nella sua Storia ecclesiastica un passo di una lettera di Gaio, presbitero sotto papa Zefirino, che cita i due trofei posti sopra le tombe degli apostoli, uno sul colle Vaticano e l'altro lungo la Via Ostiense.
Il luogo, meta di pellegrinaggi ininterrotti dal I secolo, venne monumentalizzato, come testimoniato dal Liber Pontificalis, dall'imperatore Costantino, con la creazione di una piccola basilica, di cui si conserva solo la curva dell'abside, visibile nei pressi dell'altare centrale della basilica attuale ed orientato in direzione opposta all'attuale. Doveva trattarsi di un piccolo edificio probabilmente a tre navate, che ospitava in prossimità dell'abside la tomba di Paolo, ornata da una croce dorata.
La basilica di Costantino venne consacrata il 18 novembre 324 durante il pontificato di Silvestro I, e si inserisce nella serie di basiliche costruite dall'imperatore dentro ma soprattutto fuori della città, ed è la seconda fondazione costantiniana in ordine di tempo, dopo la cattedrale dedicata al Santo Salvatore (l'attuale basilica di San Giovanni in Laterano).

### La basilica dei Tre Imperatori
La basilica di San Paolo costantiniana risultò nel tempo inadeguata per la folla dei pellegrini che vi si recavano; essa era molto più piccola rispetto alla coeva basilica di San Pietro. Venne quindi ricostruita completamente sotto il regno congiunto degli imperatori Teodosio I, Graziano e Valentiniano II (391), e tale struttura rimarrà sostanzialmente intatta fino al disastroso incendio del 1823.
La costruzione venne affidata a Ciriade professor mechanicus che costruì un edificio a cinque navate, con 80 colonne e un quadriportico che si differenziava dal precedente, oltre che per le dimensioni anche per l'opposto orientamento dell'abside, che la basilica mantenne anche dopo l'incendio del 1823. La basilica fu consacrata da papa Siricio nel 390 e venne completata sotto l'imperatore Onorio nel 395.
Successive aggiunte, come l'arco trionfale retto da colonne monumentali e lo splendido mosaico che lo decorava, sono attribuibili rispettivamente ai restauri compiuti da Galla Placidia e agli interventi di papa Leone I. Quest'ultimo fece realizzare i tondi con i ritratti papali che correvano sopra le arcate della navata centrale; alcuni di essi, sopravvissuti all'incendio, sono conservati nella Raccolta De Rossi, nell'attiguo monastero, insieme ad altri restaurati nel corso dei secoli. Nel programma musivo leoniano erano comprese anche scene dell'Antico Testamento e degli Atti degli Apostoli rispettivamente sulla navata destra e sinistra, e l'arco absidale con il Cristo entro un clipeo che regge una Croce, e dodici Vegliardi dell'Apocalisse ai suoi lati, e le immagini di San Pietro e San Paolo nei pennacchi, soggetto ripreso dal rifacimento successivo all'incendio. Una testa di San Pietro a mosaico, potentemente espressiva, per anni ritenuta facente parte della facciata della basilica vaticana e oggi conservata nelle Grotte Vaticane, è stata riconosciuta come parte della figura dell'apostolo sull'arco absidale. A papa Leone I va anche attribuito un rialzamento del transetto, per il quale fu necessario innalzare il punto devozionale corrispondente alla tomba dell'apostolo.
A papa Simmaco si deve la ristrutturazione dell'abside pericolante e la realizzazione di "habitacula", delle dimore per i pellegrini più poveri, rinnovate poi da papa Sergio I.

### La basilica da Gregorio I al 1823

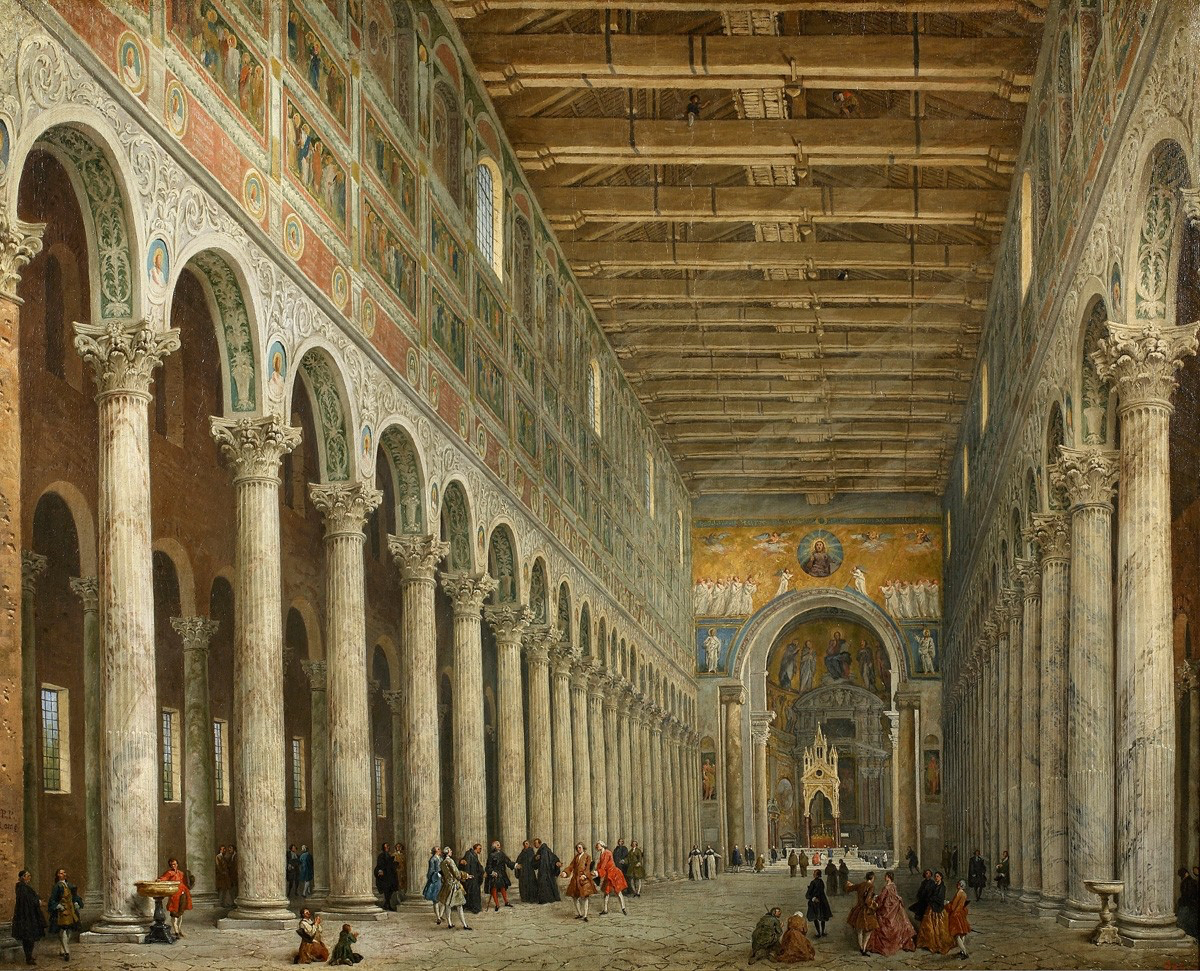
L'interno della basilica nel 1750 circa in un dipinto di Giovanni Paolo Pannini

Sotto il pontificato di papa Gregorio I la basilica venne modificata drasticamente. Il livello pavimentale venne rialzato, soprattutto nel settore del transetto, per realizzare l'altare direttamente sopra la tomba di Paolo (in precedenza l'altare doveva trovare la sua collocazione presso la navata centrale, mentre sulla tomba vi era un basso monumento, racchiuso da transenne marmoree). Un'operazione del tutto analoga fu compiuta per la basilica di San Pietro. L'esito fu quello di poter realizzare anche una Confessione, cioè un piccolo accesso posto sotto il livello del transetto, dal quale si poteva raggiungere la tomba dell'apostolo.

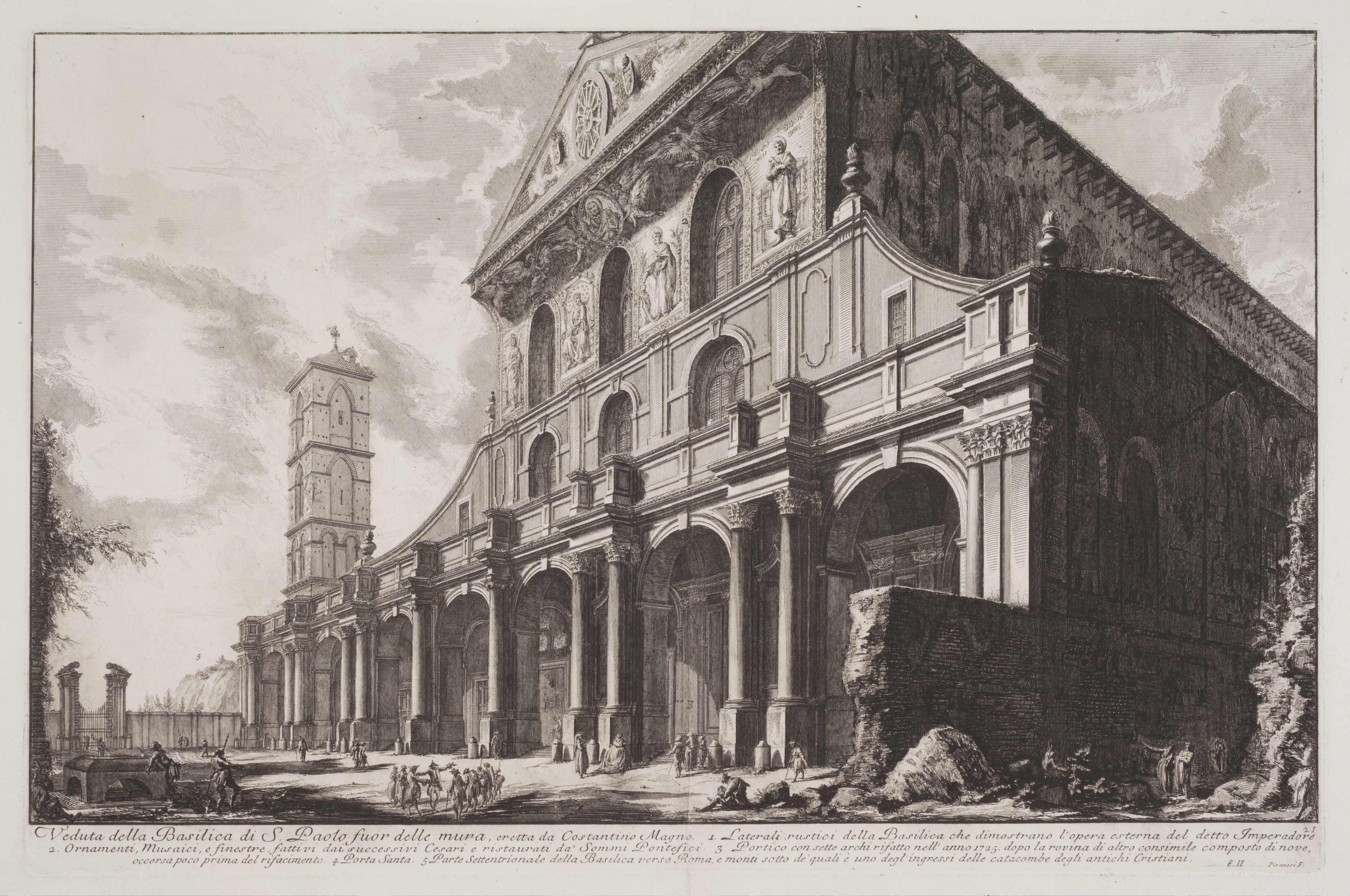
Incisione di Giovanni Battista Piranesi della metà del XVIII secolo

Ad Adriano I si deve il rifacimento del pavimento dell'atrio, e al suo successore Leone III la collocazione del primo pavimento in marmo. Nel IX secolo, per preservare la basilica, Giovanni VIII la fa circondare da una cinta di mura fortificata con torri, creando un vero e proprio borgo soprannominato "Giovannipoli". Nell'XI secolo viene eretto il campanile accanto alla navata nord dalla parte della facciata.
La basilica si impreziosì poi di un ciborio, realizzato nel 1285 da Arnolfo di Cambio, della struttura del chiostro e di un candelabro per il cero pasquale.
Sotto Clemente VIII, nel 1600, fu costruito l'altare maggiore e nel 1724 Benedetto XIII fece costruire la Cappella del Crocifisso, oggi intitolata al Santissimo Sacramento, per accogliere un crocifisso ligneo del XIV secolo, attribuito a Tino di Camaino.
Nel dicembre 1787, durante la sua seconda visita a Roma, Johann Wolfgang Goethe visita la chiesa e nel suo Viaggio in Italia ne lascia una descrizione, che è anche un prezioso documento, essendo la descrizione della chiesa prima dell'incendio di alcuni decenni dopo:
(Johann Wolfgang von Goethe)

### L'incendio del 1823

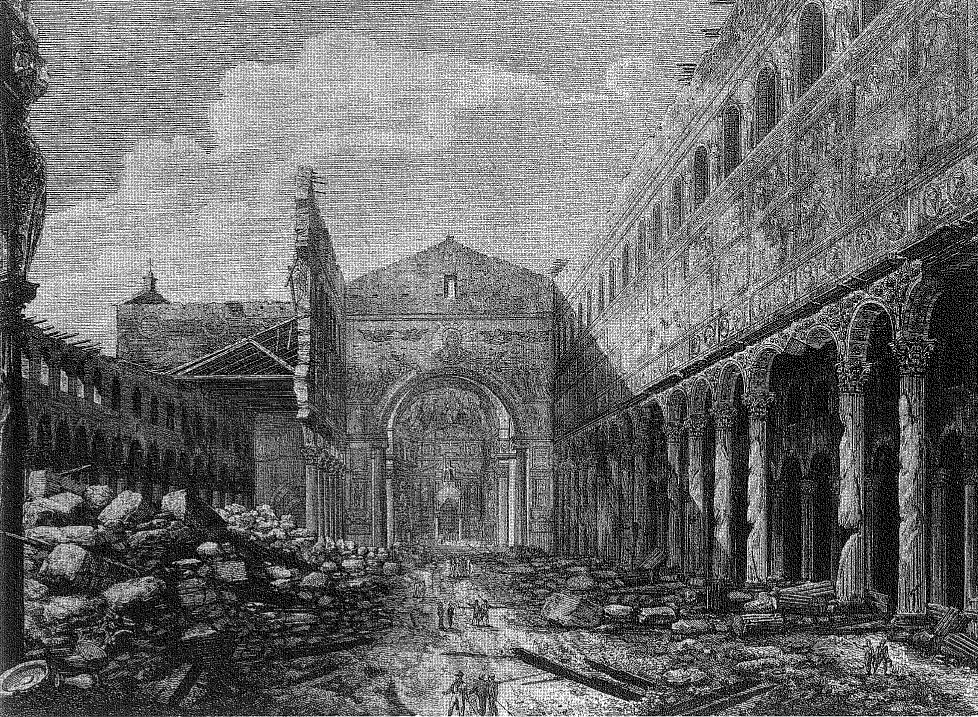
L'interno della basilica subito dopo l'incendio del 1823 in una stampa di Luigi Rossini

La notte del 15 luglio 1823, nella basilica si sviluppò un incendio che durò cinque ore circa, distruggendone una gran parte. Il rogo fu provocato dalla negligenza di uno stagnaio, che, dopo aver aggiustato le grondaie del tetto della navata centrale, dimenticò acceso il fuoco che aveva usato per il lavoro. Da una lettera pubblicata nel 1° volume Della Vita e delle lettere della baronessa Bunsen alle pagg. 207 e 208 si descrive che il motivo fosse dato dal fatto seguito ad un litigio sorto tra gli operai ubriachi recatisi sul tetto dopo pranzo. Uno di loro lanciò un crogiolo con le braci accese che servivano per sciogliere lo stagno ed il piombo per effettuare i lavori di riparazione del tetto e, presi dalla foga del litigio, non si prodigarono per raccogliere il crogiolo e le braci sparse sul tetto e che queste determinarono così lo scoccare dell'incendio, tanto che in seguito il crogiolo fu ritrovato tra le rovine della basilica ed in seguito gli operai colpevoli confessarono il misfatto Un buttero, Giuseppe Perna, che pascolava il bestiame nelle vicinanze, lanciò l'allarme quando l'incendio era comunque già avviato. Avvisati da Perna, i Vigili del Fuoco, al comando del marchese Origo, arrivarono dopo circa due ore.
Dopo l'incendio rimasero in piedi poche strutture. Il transetto miracolosamente aveva retto al crollo di parte delle navate e resistito alle altissime temperature dell'incendio, preservando in buona parte il ciborio di Arnolfo di Cambio ed alcuni mosaici. Si salvarono anche l'abside, l'arco trionfale, il chiostro e il candelabro, ma si dovettero ricostruire gran parte delle strutture murarie. Andò invece irrimediabilmente distrutto lo splendido ciclo di affreschi nella navata centrale di Pietro Cavallini: a ciò si aggiunse l'abbattimento del trecentesco campanile, rimasto indenne dalle fiamme. In quell'epoca il dibattito sulle varie teorie del restauro era già piuttosto avanzato rispetto alla scarsa attenzione del passato. Per questo e anche per espressa volontà dei Papi (v. più avanti), pur con l'utilizzo di nuovi materiali reso necessario dall'entità della distruzione, la ricostruzione rispecchiò fedelmente l'architettura dell'antica basilica costantiniana, di modo che tra le quattro principali basiliche romane quella di San Paolo è quella che maggiormente richiama la forma della basilica iniziale.
Durante la notte del 15 luglio, Pio VII, che era caduto il 6 luglio fratturandosi un femore, era in agonia e non gli venne comunicata la notizia dell'incendio. Morirà il 20 agosto.

### La basilica attuale

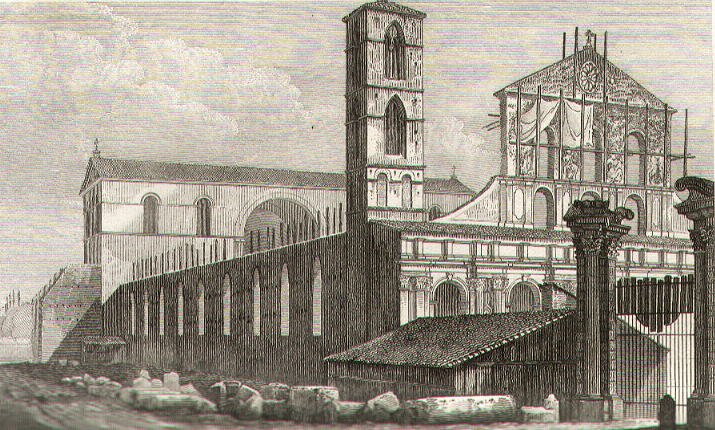
La basilica nel 1823 durante la ricostruzione in una stampa di Gaetano Cottafavi

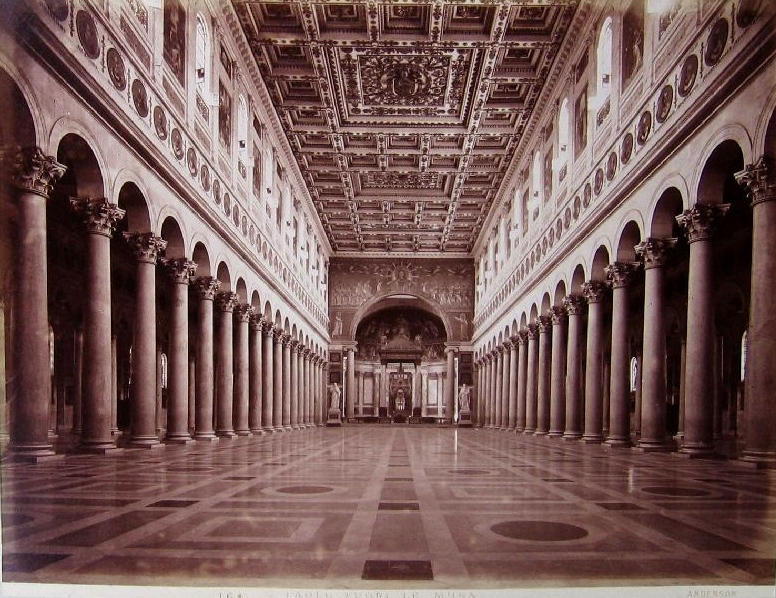
L'interno della basilica ricostruita in una fotografia storica del 1888; si noti il baldacchino neoclassico al di sopra del ciborio arnolfiano

La ricostruzione fu voluta da Leone XII, che il 25 gennaio 1825 emanò l'enciclica Ad plurimas nella quale invitava i vescovi ad una raccolta di offerte presso i fedeli per la ricostruzione. All'appello rispose buona parte del mondo cristiano, con offerte generose tra le quali quelle del Re di Sardegna, della Francia, delle Due Sicilie, dei sovrani dei Paesi Bassi, dello zar Nicola I — che offrì i blocchi di malachite dei due altari laterali del transetto — e del viceré d'Egitto che inviò le colonne d'alabastro. Proprio il dono dello zar fece sì che non si potesse più collocare nella chiesa l'altare a cui avevano lavorato Camillo Rusconi e Luigi Mirri, che venne così donato da Pio IX alla cattedrale di Santa Croce a Forlì in occasione di un suo viaggio in quella città, nel 1857.
Lo stesso Leone XII, in un chirografo del 18 settembre 1825 pose le basi per il progetto:
(Leone XII, chirografo del 1825.)
I lavori, diretti dall'architetto Pasquale Belli (che lavorava su un progetto iniziale di Giuseppe Valadier) poterono iniziare l'anno successivo, con la demolizione dell'Arco di Galla Placidia e il reinserimento del quadriportico. L'attuale aspetto della basilica è però dovuto, in massima parte, all'architetto Luigi Poletti. Una prima consacrazione avvenne il 5 ottobre 1840 ad opera di Gregorio XVI, che dedicò solennemente l'altare della Confessione, ma l'intera basilica venne consacrata da Pio IX il 10 settembre 1854, alla presenza di un gran numero di cardinali e di vescovi presenti a Roma per la proclamazione del Dogma dell'Immacolata Concezione.
I lavori comunque andarono oltre, entro il 1874 furono completati i mosaici della facciata, mentre solo nel 1928 fu aggiunto il vasto quadriportico esterno, disegnato da Guglielmo Calderini e Giuseppe Sacconi.
Il 23 aprile 1891 lo scoppio della polveriera del Forte Portuense mandò in frantumi le vetrate a colori eseguite da Antonio Moroni nel 1830: al loro posto furono sistemate sottilissime lastre di alabastro donate da re Fuad I d'Egitto.
Nel dicembre 2006 furono ultimati alcuni lavori di ristrutturazione nella zona davanti all'altare papale, più bassa rispetto al pavimento della basilica: con la demolizione dell'altare che era presente in questa zona, è stato reso in parte visibile il sarcofago marmoreo che si trova sotto l'altare papale e che, secondo la tradizione, contiene i resti mortali dell'apostolo Paolo. È anche visibile la traccia della piccola abside appartenente alla chiesa più antica e orientata in senso contrario rispetto alla basilica attuale (l'abside era anticamente rivolta verso ovest, mentre oggi è rivolta verso est).
All'interno della basilica sono stati inumati a tutt'oggi solo due papi: san Felice III e Giovanni XIII.

## Descrizione
L'intera basilica, lunga 131 m, larga 65 m, alta 29,70 m. è per grandezza la seconda delle quattro basiliche patriarcali di Roma.

### Esterno

#### Quadriportico

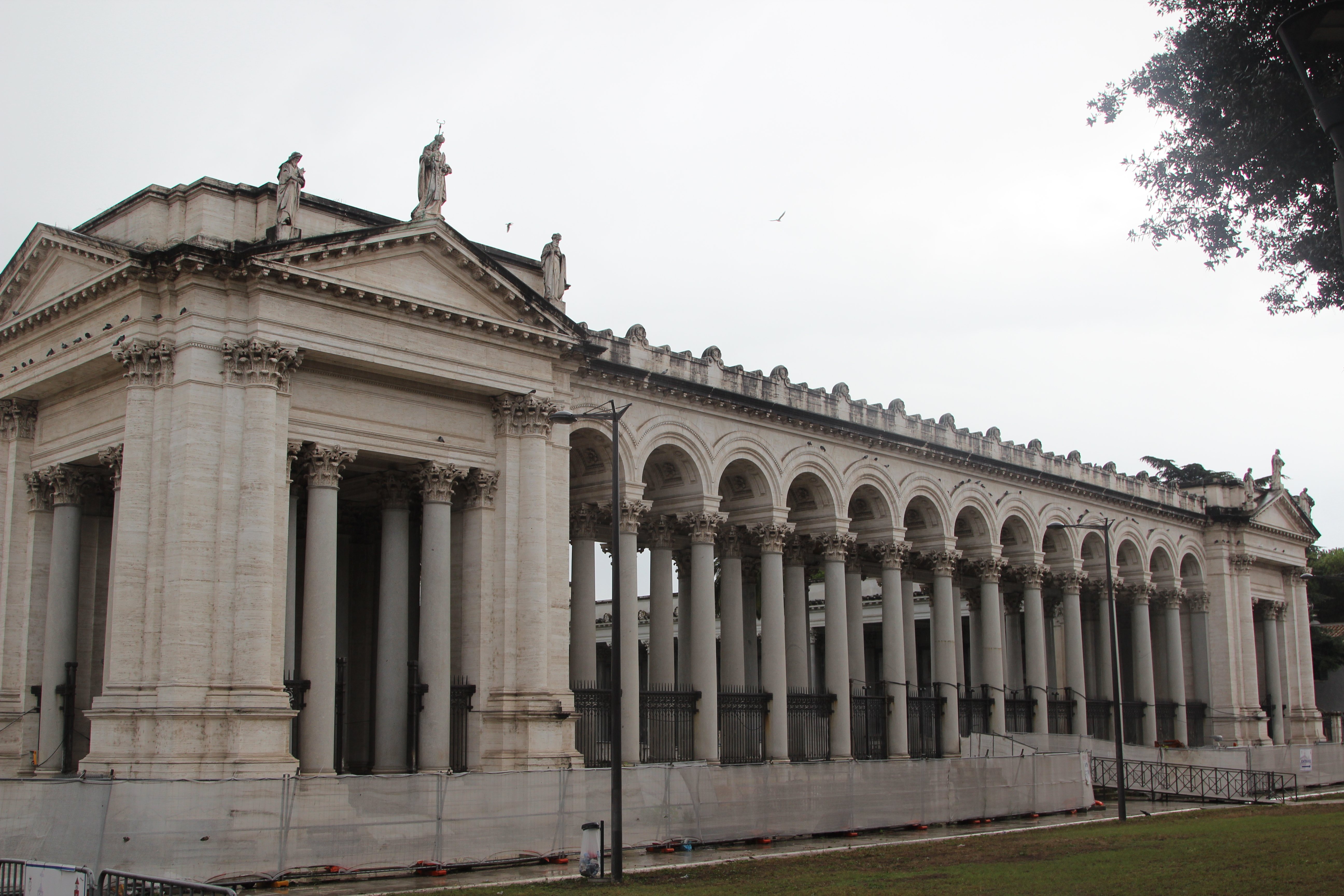
Il lato d'ingresso del quadriportico

Il corpo della basilica è preceduto dal cortile quadriporticato (70 m di lato) realizzato tra il 1890 e il 1928 da Giuseppe Sacconi e Guglielmo Calderini; il progetto iniziale era stato redatto da Luigi Poletti.
Mentre il nartece, ovvero il portico che costeggia la facciata della basilica, ha una sola fila di colonne, i due laterali hanno una doppia fila, mentre quello che si trova sul lato opposto presenta una tripla fila di colonne, più alte e robuste rispetto alle altre. Le pareti laterali sono decorate con medaglioni raffiguranti i simboli degli apostoli e alcuni discepoli di San Paolo. Nei medaglioni del lato d'ingresso, invece, sono raffigurati i dodici apostoli.
Al centro del cortile si trova la statua di San Paolo, realizzata in marmo di Carrara da Giuseppe Obici.
Le cancellate sono dell'architetto Gino Benigni, vincitore di un apposito concorso nel 1913, e furono poste in opera nel 1926.
Il quadriportico ha subito significativi danneggiamenti in seguito al terremoto del 30 ottobre 2016.

#### Facciata

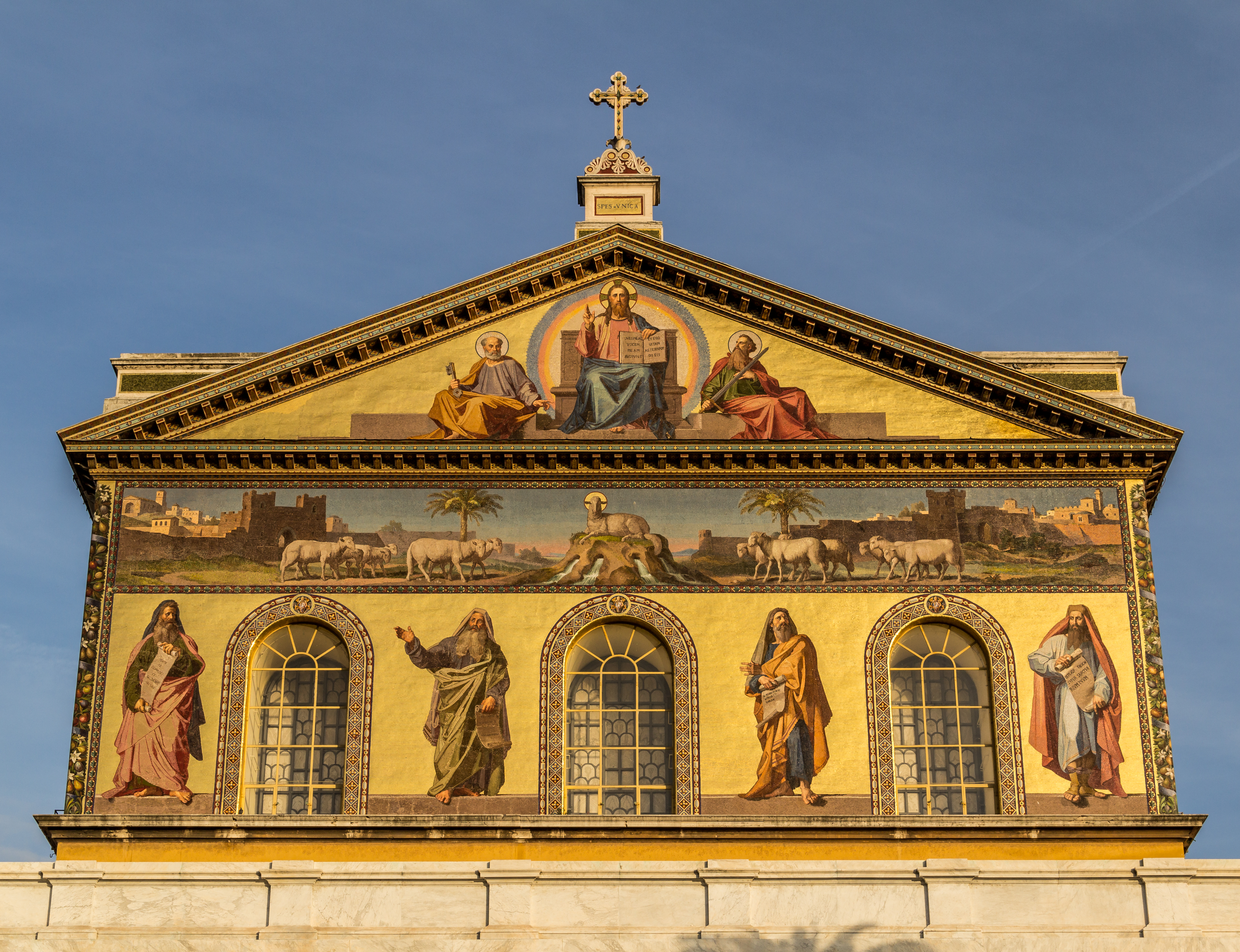
I mosaici della facciata

La facciata sopra il colonnato è decorata con dei mosaici eseguiti fra il 1854 e il 1874 su cartoni di Filippo Agricola e Nicola Consoni che si ispirarono per quanto possibili a quello originale del X secolo. Il mosaico è suddiviso in tre fasce. In quella inferiore, su sfondo oro, alternati alle finestre sono raffigurati i quattro profeti dell'Antico Testamento: Isaia, Daniele, Geremia ed Ezechiele. Sopra di essi, prima del cornicione, vi è una fascia con l'Agnus Dei sul monte del paradiso da cui sgorgano i quattro fiumi simboleggianti i Vangeli, nei quali si dissetano dodici agnelli, che simboleggiano gli apostoli.
Nel timpano triangolare, infine, vi è raffigurato Cristo benedicente posto in mezzo a San Paolo e San Pietro e la striscia centrale
Nel nartece, arricchito anch'esso, come gli altri tre lati del quadriportico, da marmi policromi nel rivestimento delle pareti, si aprono i cinque portali che permettono l'accesso alla basilica. Fra le porte, quella centrale, che è la più grande, risale al 1931 ed è opera di Antonio Maraini. Essa, alta 7,48 m e larga 3,35 raffigura degli episodi della vita dei santi Pietro e Paolo ed è realizzata in bronzo e decorata da una croce realizzata con la tecnica dell'agemina in argento ed incrostata di lapislazzuli.
La porta di destra, risalente all'XI secolo è la più antica: divisa in 54 pannelli nei quali sono incise scene di vita di Gesù e dei suoi apostoli, è chiamata "porta bizantina" e fungeva da ingresso principale fino al 1967 quando è stata invece scelta per chiudere dall'interno il vano della Porta Santa. Quest'ultima, opera di Enrico Manfrini, misura 3,71 m in altezza e 1,82 m in larghezza, illustra sull'esterno il tema della Trinità e reca alla base un distico augurale in latino: Ad sacram Pauli cunctis venientibus aedem – sit pacis donum perpetuoquoe salus (A quanti vengono nel santo tempio di Paolo sia concesso il dono della pace e della salvezza eterna).

#### Campanile

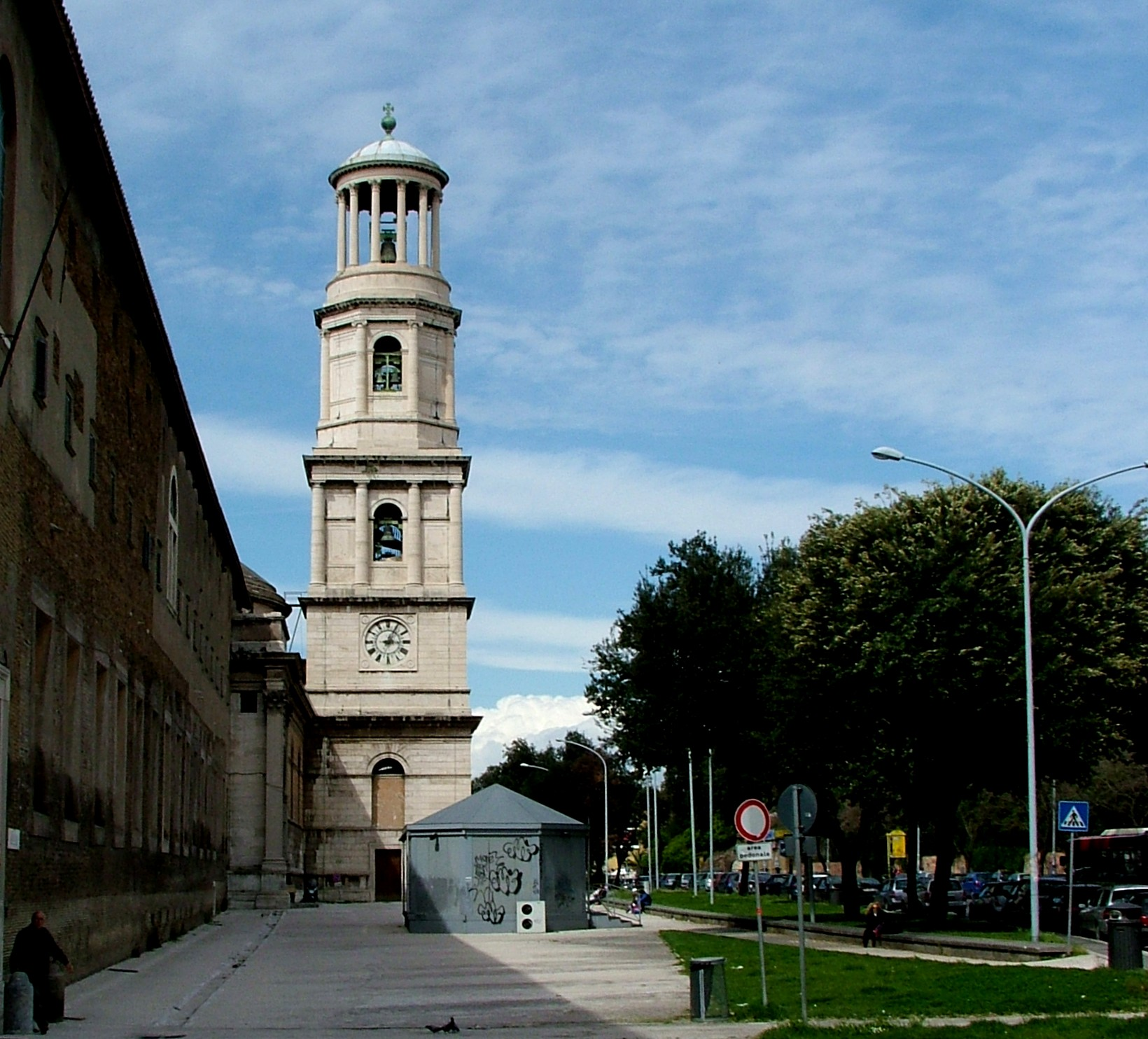
Il campanile e la via Ostiense

Alle spalle dell'abside, in posizione centrale, si eleva la torre campanaria, costruita su progetto di Luigi Poletti e terminata nel 1860. In stile neoclassico, fu oggetto di aspre critiche al di fuori dello Stato Pontificio. Il campanile si articola in cinque ordini, dei quali i tre inferiori a pianta quadrata; di questi quello più in alto presenta un finto loggiato tuscanico e si raccorda alla cella campanaria superiore (corinzia, a pianta circolare, che costituisce l'ultimo piano del campanile) con un ordine intermedio ottagonale con colonne ioniche. La copertura è costituita da una cupoletta.
La torre ospita, nei suoi vari livelli, un concerto di 7 bronzi a slancio, fuso nel 1959 dalla Pontificia fonderia di campane Marinelli di Agnone ad eccezione del più acuto, corrispondente alla nota Do4 e risalente al 1653. La campana maggiore, chiamata "Pierpaola", è la ventesima campana più grande presente nella penisola italiana; suona la nota Sol2, ha un diametro di 2 m e un peso di circa 5000 kg.

#### Area archeologica

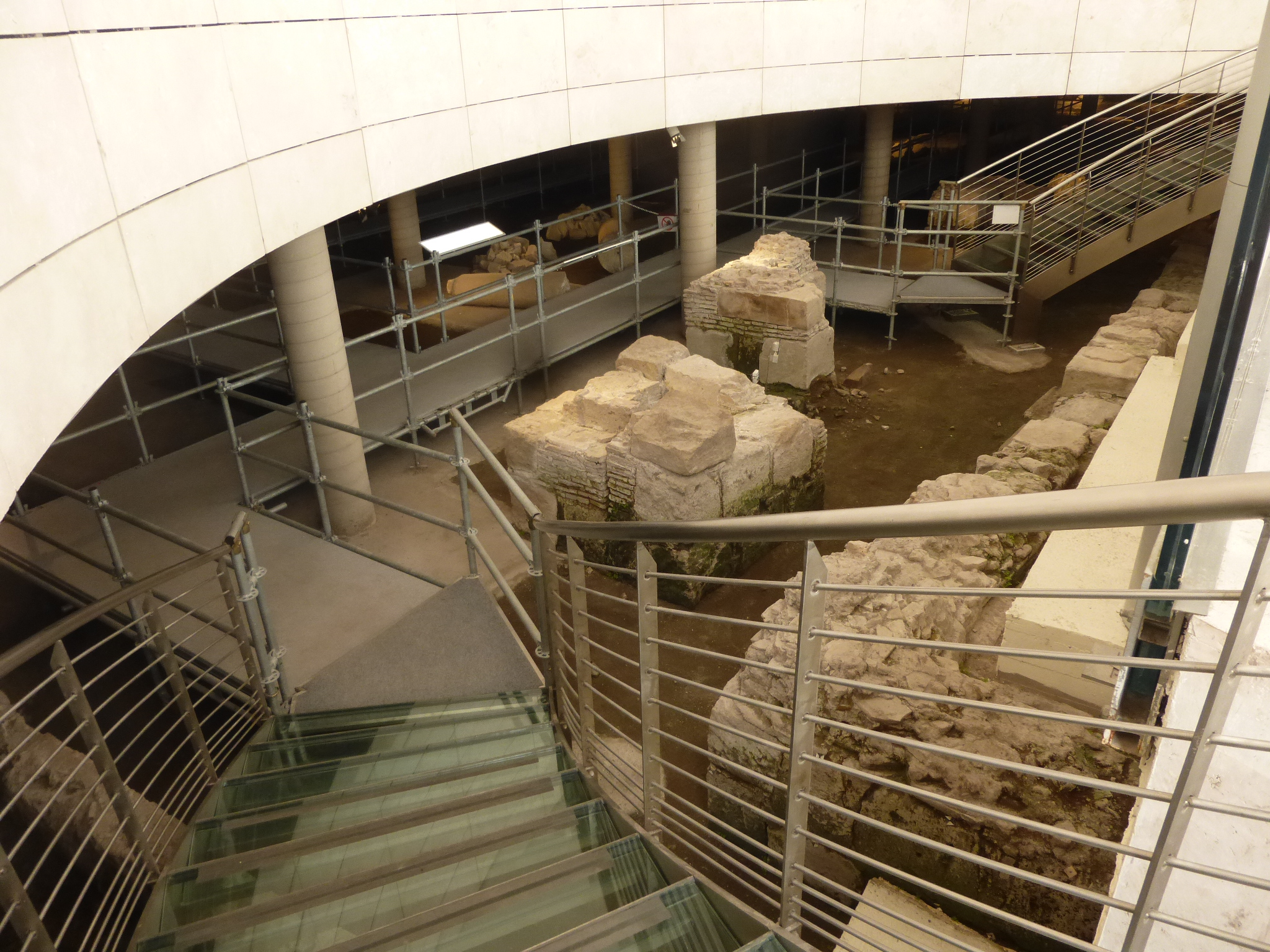
Ingresso all'area archeologica

Durante lavori di scavo effettuati nel 2008-2009 per la costruzione di un nuovo edificio di servizio è emerso nell'area dell'orto dell'abbazia un complesso di reperti altomedievali. I ritrovamenti, ben musealizzati grazie alla collaborazione tra vari soggetti istituzionali (Pontificio Istituto di Archeologia Cristiana, Scuola di Specializzazione in Beni architettonici e del paesaggio della "Sapienza"), sono stati aperti al pubblico il 1º luglio 2013.
Vi sono stati identificati:
- un'area di cantieri edili riferibile ad un lungo periodo dall'VIII al XV sec. (vasche per la preparazione della malta, marmi pronti per essere cotti e produrre calce, una calcara);
- resti della tardoantica porticus sancti Pauli che dalla città conduceva al sepolcro di Paolo, a somiglianza di analoghe strutture che segnavano il percorso verso la tomba di Pietro e verso quella di Lorenzo (databile all'VIII sec.);
- tracce di ambienti (ampi, e ritenuti perciò collettivi) relativi ad un monastero (inizialmente femminile) di Santo Stefano, poi forse ricompreso nella Johannipolis fortificata[20].

### Interno

#### Navate

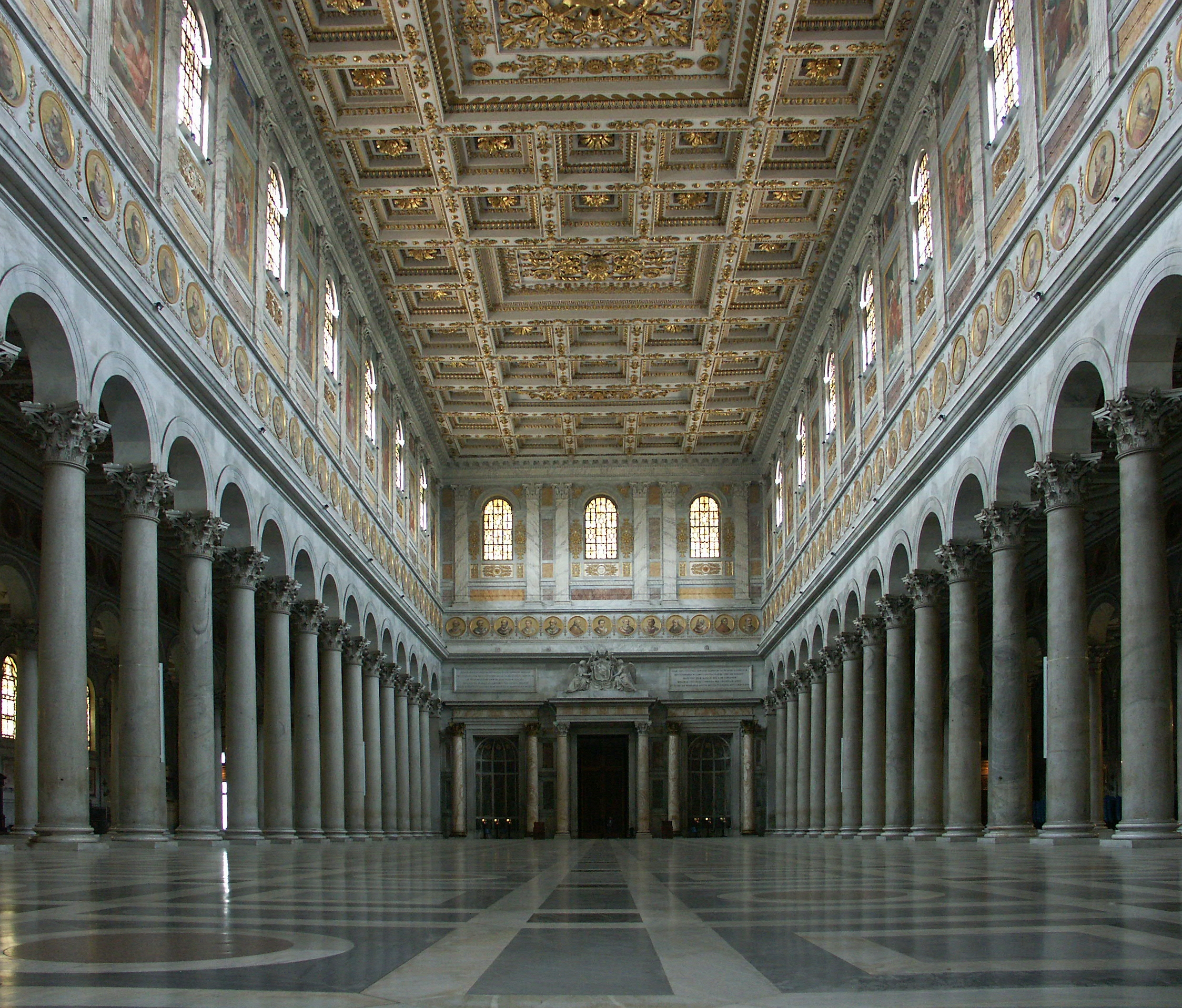
Interno della navata centrale verso la controfacciata

La basilica di San Paolo fuori le Mura presenta una pianta a croce latina; l'aula è divisa in cinque navate, separate da quattro file di 20 colonne monolitiche di granito di Montorfano, e prive di cappelle laterali. Il rivestimento delle pareti, come quello del pavimento, è in marmi policromi che compongono motivi geometrici. Lungo le due navate laterali più esterne, il transetto e la navata centrale si aprono i grandi finestroni ad arco a tutto sesto, chiusi con sottilissime lastre di alabastro sorrette da elaborate intelaiature in ferro battuto. Nella fascia immediatamente sopra gli archi che dividono le navate, vi è la serie dei tondi contenenti i ritratti di tutti i pontefici, da San Pietro fino a papa Francesco. Realizzati con la tecnica del mosaico e su sfondo oro, furono iniziati nell'anno 1847, durante il pontificato di Pio IX. L'idea di questa serie di tondi ha le radici nell'antica basilica, poiché erano presenti anche in quest'ultima seppure dipinti. Attualmente i tondi sono 265 e i ritratti sono di fantasia; solo i papi a partire dal XVI sec. mostrano fattezze realistiche. Poiché secondo una leggenda Cristo ritornerà quando non vi sarà più spazio sufficiente per un nuovo medaglione, sotto Giovanni Paolo II essendovi solo ancora tre medaglioni liberi, furono realizzati altri 25 tondi, per cui attualmente vi sono 26 medaglioni liberi.
Sopra i medaglioni musivi, nella parte alta della navata centrale e del transetto, sono presenti 36 affreschi di vari artisti di cui uno è Vincenzo Morani (Paolo e Silla flagellati a Filippi). nei quali sono raffigurati degli episodi della vita di san Paolo, anch'essi voluti da Pio IX, ma terminati soltanto nel 1860.
Durante i vari scavi e sondaggi compiuti dalla prima metà dell'Ottocento ad oggi sono emerse più di 1700 lastre con iscrizioni, che fungevano da lapidi per le oltre 5000 sepolture stimate ancora sotto il pavimento della basilica. Le basiliche martiriali (non solo di Roma) vennero infatti usate dal IV secolo in poi come enormi cimiteri coperti, con una densa stratificazione e numerosi casi di "furti di tombe".
Nella navata centrale, ai lati della scalinata d'accesso al presbiterio, vi sono due statue, raffiguranti rispettivamente San Pietro, di Salvatore Ravelli, e San Paolo, di Ignazio Jacometti.

#### Arco trionfale

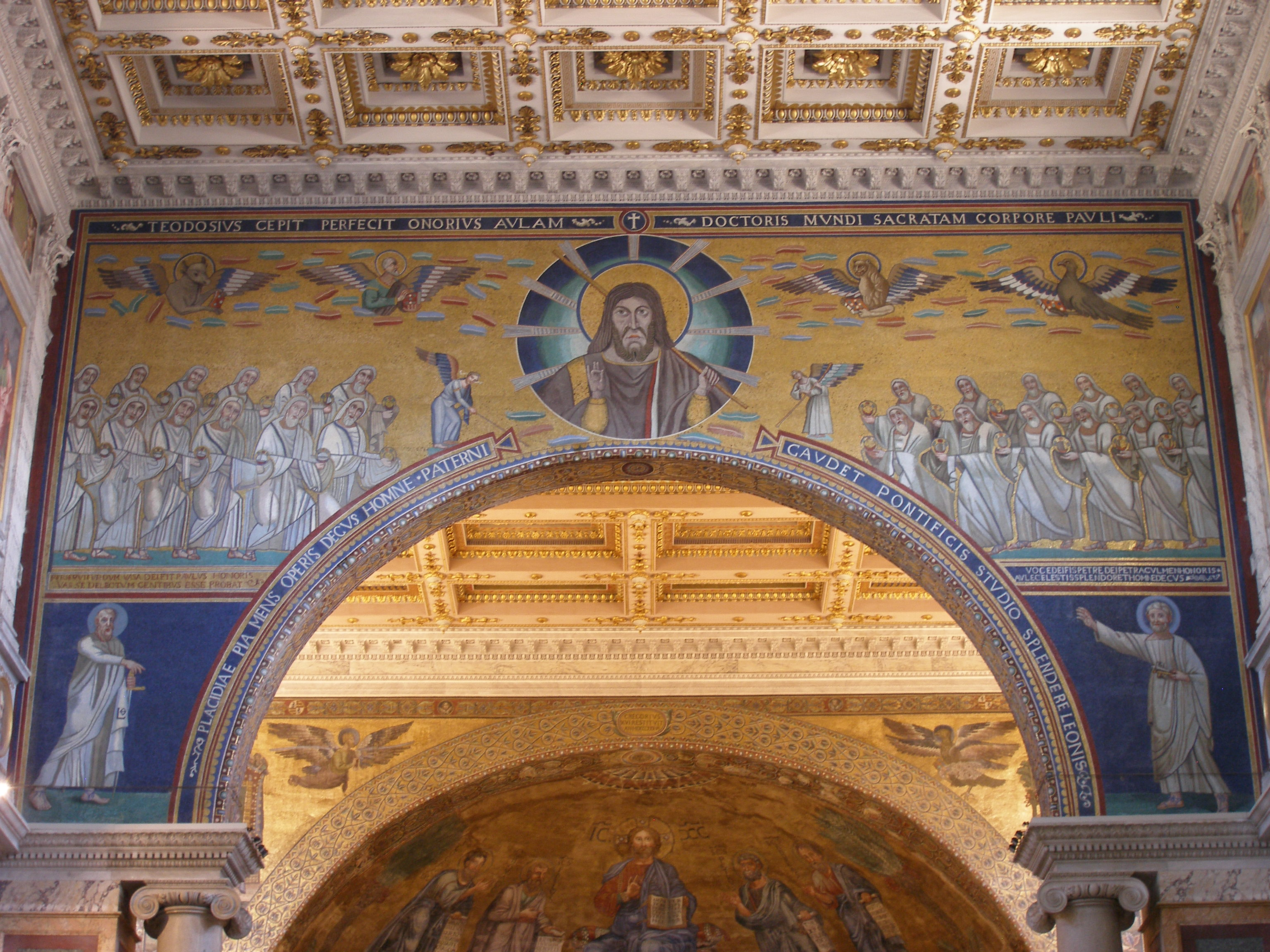
Decorazione musiva dell'arco trionfale

L'arco trionfale, ovvero l'arco che separa il transetto dalla navata centrale, è detto "di Galla Placidia", dal nome della committente dell'opera, che fece realizzare la decorazione musiva, che lo ricopre tuttora, durante il pontificato di Leone I. L'arco trionfale presenta due iscrizioni: la prima recita «Teodosio iniziò, Onorio compì / l'aula consacrata al corpo di Paolo dottore del mondo» e fu ricollocata nella parte sommitale dell'arco dopo la demolizione e ricostruzione del XIX secolo; la seconda recita «La pia mente di (Galla) Placidia gioisce del decoro dell'opera paterna in tutto lo splendore dovuto alla cura del pontefice Leone». Alcuni importanti restauri conservativi furono attuati durante il pontificato di Clemente XII (1731-1740). Dopo l'incendio del 1823, il mosaico venne staccato e sottoposto ad un intervento di restauro.
Al centro della composizione, al disopra dell'arco, è raffigurato Cristo Pantocratore iscritto dentro una circonferenza da cui fuoriescono dei raggi. Ai suoi lati, fra le nuvole rosse e verdi del cielo dorato, vi sono i quattro simboli degli Evangelisti: il bue di Luca e l'angelo di Matteo a sinistra; l'aquila di Giovanni e il leone di Marco a destra. Più in basso, ai due lati dell'arco, sono raffigurati ventiquattro uomini anziani, rappresentanti i ventiquattro vegliardi dell'Apocalisse (Ap 4:4) disposti in quattro gruppi da sei, due per ogni lato. Indossano il pallio e portano una corona. Ancora più sotto, su sfondo blu scuro, vi sono le figure di san Paolo (a sinistra) e di san Pietro (a destra).

#### Transetto e cappelle laterali

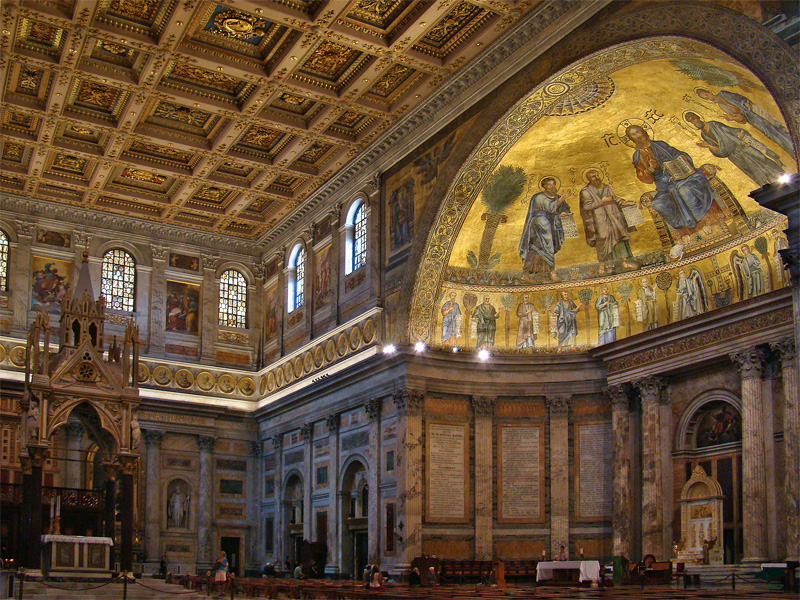
Transetto, ciborio e abside

Il transetto riprende nella decorazione lo schema della navata centrale: le pareti sono decorate da marmi policromi e scandite da lesene corinzie nella fascia inferiore, mentre in quella superiore continuano gli affreschi sulla vita di San Paolo alternati ai finestroni in alabastro. Alle due testate vi sono due altari gemelli, realizzati con la malachite donata dallo zar di Russia Nicola I in stile neoclassico. I due altari sono dedicati alla Madonna (altare di destra, con pala raffigurante l'Incoronazione della Vergine) e a San Paolo (altare di sinistra, con pala raffigurante la Conversione di San Paolo). Sul transetto si aprono quattro cappelle, due a destra e due a sinistra dell'abside, in corrispondenza alle relative navate laterali. Qui di seguito si descrivono a partire dall'estrema sinistra.
La prima è la cappella di Santo Stefano. Conserva all'interno il dipinto Martirio di santo Stefano di Francesco Podesti e la statua del protomartire, di Rinaldo Rinaldi.
La seconda è la cappella del Santissimo Sacramento, scampata all'incendio del 1823; fu progettata da Carlo Maderno, che scolpì anche la statua di Santa Brigida qui conservata. Sull'altare si trova un pregevole crocifisso ligneo attribuito dal Vasari a Pietro Cavallini, ma più probabilmente di scuola senese di inizio Trecento. Secondo altri l'autore del crocifisso è Tino da Camaino.

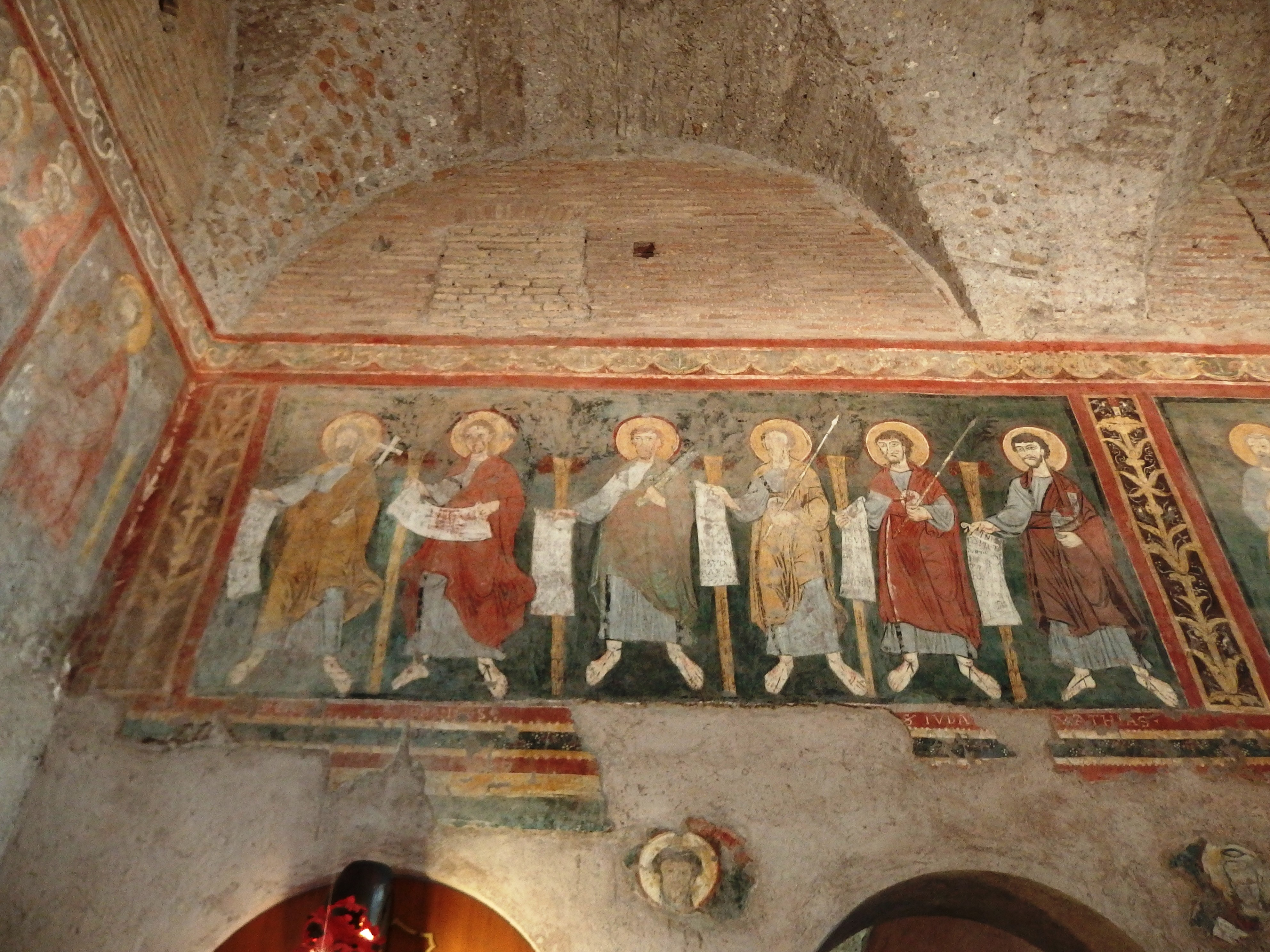
Affreschi nell'oratorio di San Giuliano

Procedendo verso destra e superata l'abside, la terza cappella del transetto è la cappella di San Lorenzo, già del Santissimo Sacramento, anch'essa del Maderno; contiene gli stalli intarsiati del coro dei monaci e alcuni dipinti di Giuseppe Ghezzi, fra cui l'Ultima Cena, posta sulla parete di destra. Sull'altare si può ammirare un trittico marmoreo di Andrea Bregno, del 1494.
L'ultima cappella è la cappella di San Benedetto, progettata dal Poletti con l'intento di riprodurre la cella di un tempio pagano; conserva la statua marmorea di Pietro Tenerani ritraente il santo abate assiso in cattedra; le dodici colonne sono antiche, provenendo dall'antica città di Veio. All'ingresso di questa cappella una singolare acquasantiera ottocentesca rappresenta plasticamente l'azione salvifica dell'acqua benedetta.
Nelle immediate vicinanze vi è la Sala del Martirologio, o oratorio di san Giuliano, in cui si trovano lacerti di affreschi del XII-XIII secolo, raffiguranti molti santi venerati nell'antico monastero abbaziale di San Paolo, tra cui i santi Cesario di Terracina, e Stefano (titolari dei due antichissimi monasteri presso la basilica di San Paolo fuori le mura: "Monasterium Ss. Stephani et Caesarii ad S. Paulam").

#### Ciborio

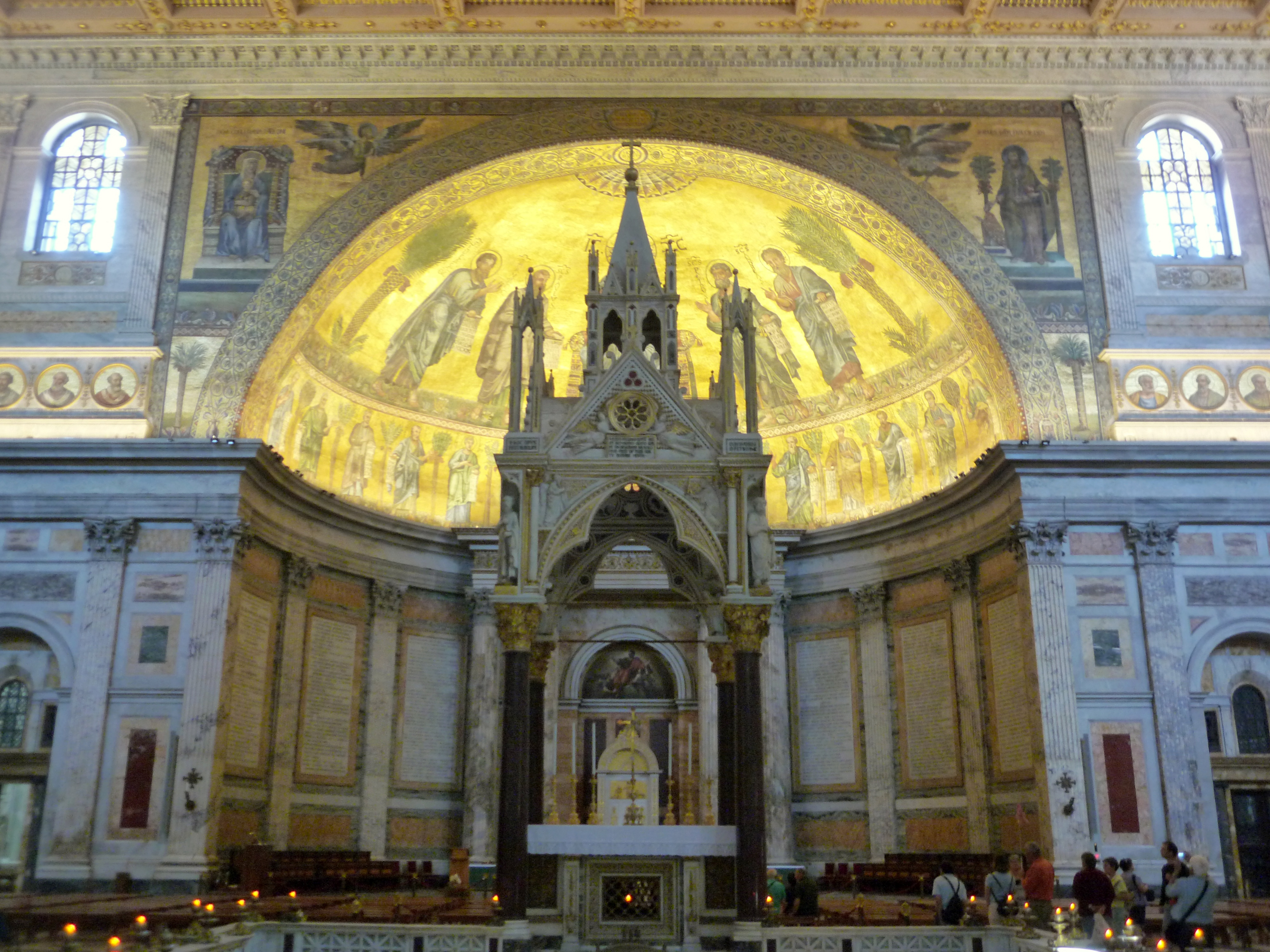
Il ciborio

Al centro del transetto della basilica, sotto l'arco trionfale, si trova il ciborio, opera mirabile in stile gotico di Arnolfo di Cambio che lo realizzò per volere dell'abate Bartolomeo nel 1285 in collaborazione con un tal socius Petrus (ipoteticamente identificato con Pietro di Oderisio). Realizzato in marmo, è costituito da un'edicola gotica sorretta da quattro colonne corinzie in porfido rosso (sostituite nei restauri ottocenteschi) che ha alla base, in corrispondenza dei lati, quattro cuspidi che si aprono verso l'interno con degli archi a sesto acuto.
Ai quattro angoli dell'edicola, entro delle nicchie sormontate da cuspidi triangolari, vi sono le statue di San Paolo, San Pietro, San Benedetto e San Timoteo. In alto, l'opera scultorea termina con un'alta cuspide sormontata da una croce dorata e sorretta da un piccolo loggiato con aperture di foggia gotica. Nel periodo immediatamente successivo alla riapertura della basilica ricostruita dopo il disastroso incendio del 1823, il ciborio venne coperto da un ampio baldacchino in stile neoclassico, poi demolito. Nei pressi del ciborio, si trova il candelabro del cero pasquale, realizzato da Pietro Vassalletto e Nicolò D'Angelo nell'anno 1170 e raffigurante scene della vita di Gesù alternate a motivi floreali.
Dinnanzi all'altar maggiore, vi è la Confessione, posta ad una quota più bassa rispetto alla navata centrale ed accessibile tramite due scale in marmo. Fino ai restauri del 2002, essa era utilizzata per la Messa feriale e vi era un altare addossato alla parete su cui poggia il ciborio gotico. Dopo i restauri suddetti, l'altare è stato demolito per lasciar spazio all'attuale apertura quadrangolare che permette di vedere sia il sarcofago dell'apostolo Paolo, sia l'abside della basilica costantiniana, che aveva orientamento inverso rispetto all'attuale.

#### Abside

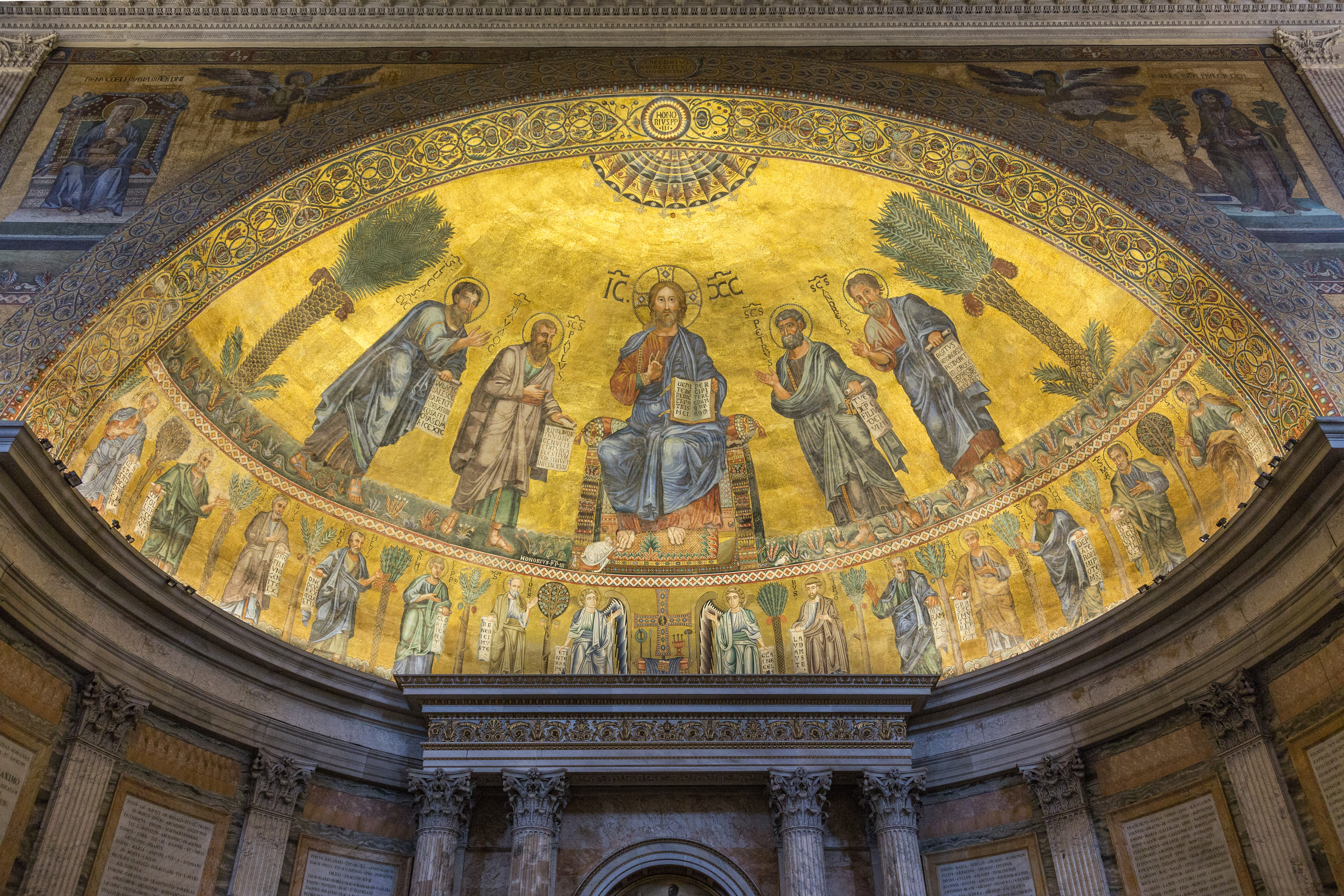
Il mosaico absidale

Una delle strutture meno colpite dall'incendio del 1823 è stata l'ampia abside semicircolare, posta in asse con la navata centrale oltre il transetto. Al centro, vi è l'imponente cattedra, sopra la quale siede il papa quando celebra nella basilica. Il catino absidale è completamente decorato con il pregevole mosaico opera realizzata durante il pontificato di Onorio III (1216-1227) con l'aiuto di artigiani che avevano collaborato ai mosaici di San Marco a Venezia.
L'insieme è dominato dalla figura del Redentore assiso in trono con il libro dei Vangeli aperto nella mano sinistra ed in atto di benedire. Ai suoi lati, vi sono i santi Pietro e Paolo alla sua destra, affiancati dalle figure dei santi Andrea apostolo e Luca evangelista, della medesima grandezza dei primi. Ai piedi del trono, è raffigurato Onorio III in abiti pontificali che rende omaggio a Cristo; esso è raffigurato in scala minore rispetto agli altri personaggi di questa parte di mosaico.
Nella fascia inferiore incorniciata fra due greche geometriche, vi è al centro la Croce, affiancata da due angeli. Ai due lati, alternati da palme, appaiono dieci dei dodici apostoli. Ai piedi della croce, anche in questo caso più piccoli delle altre figure della fascia, vi sono il Papa Niccolò III, al secolo Giovanni Gaetano Orsini e già abate di San Paolo fuori le Mura, il monaco Ardinolfo e i Cinque Santi Innocenti, il cui santuario principale è stata la basilica di san Paolo fino alla traslazione delle loro reliquie in quella di Santa Maria Maggiore per volere di papa Sisto V.

#### Organi a canne

##### Organo maggiore

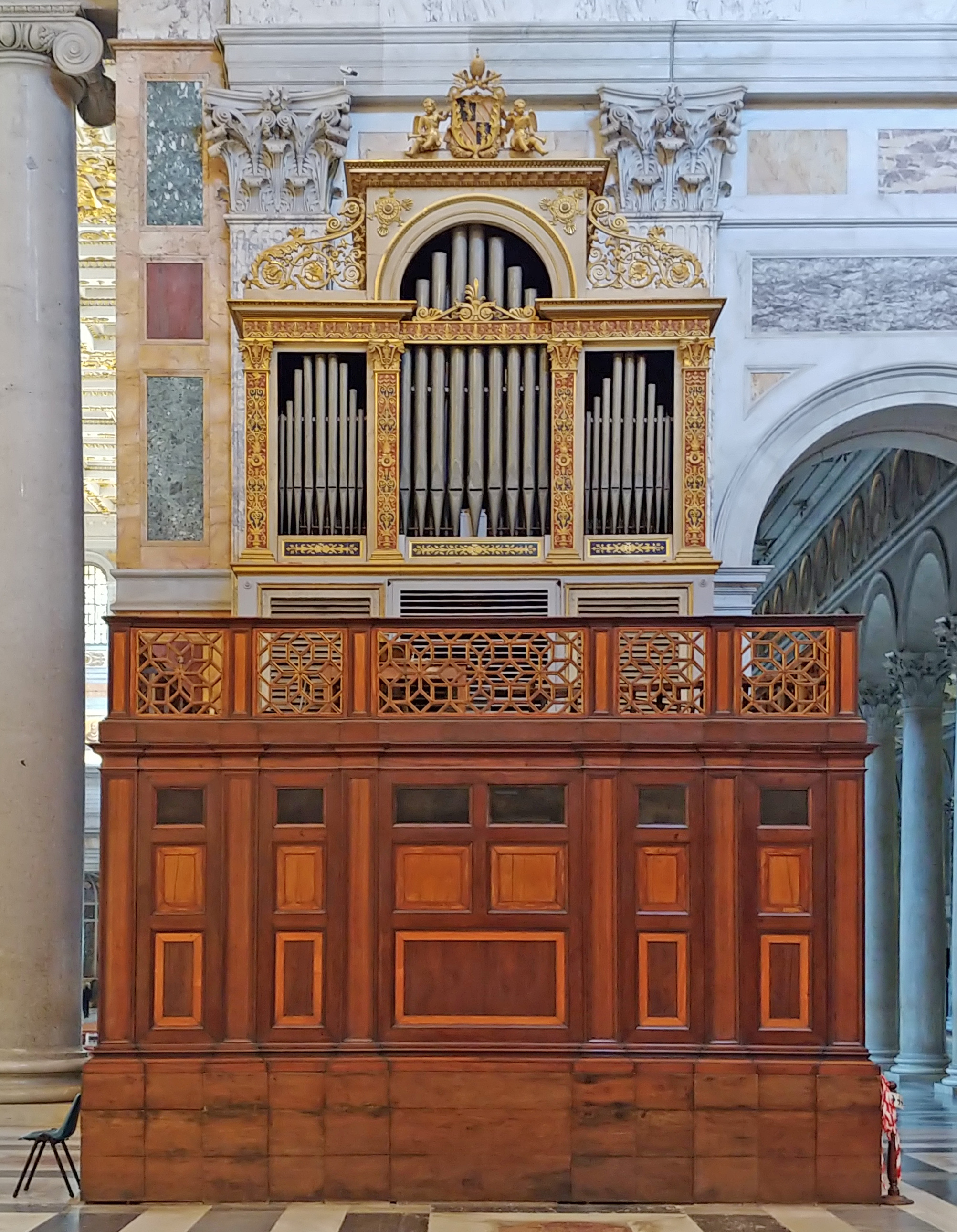
L'organo maggiore

L'organo maggiore venne costruito nel 1857-1858 da Enrico Priori con materiale Serassi per la basilica di San Giovanni in Laterano, ove era collocato su cantoria mobile nel transetto; nel 1858 venne trasferito in San Paolo fuori le mura da Giacomo Locatelli per conto dei Serassi (opus 649), il quale operò alcune modifiche sotto la direzione di Salvatore Meluzzi, mentre la cassa, progettata nel 1843 da Virginio Vespignani e rimasta vuota fino ad allora, venne rimodulata su disegno di Luigi Poletti. Un nuovo intervento fu condotto da Domenico Farinati nel 1895, il quale raggruppò i ripieni, aggiunse alcuni registri di 8' al secondo manuale e trasformò la trasmissione da meccanica in pneumatica. In occasione del matrimonio fra il futuro re Vittorio Emanuele III ed Elena di Montenegro (24 ottobre 1896), lo strumento, sfruttando le ruote del basamento, venne spostato nella basilica di Santa Maria degli Angeli e dei Martiri, luogo prescelto per la celebrazione del rito, con l'intervento dell'organaro Pacifico Inzoli che ne curò anche il ritorno alla basilica ostiense. Nel corso del XX secolo l'organo fu oggetto di altri interventi: il primo nel 1910 ad opera di Carlo Vegezzi Bossi; nel 1975 Leandro Buccolini ampliò l'estensione della pedaliera e sostituì alcuni registri; nel 1993-1995 Stefano Buccolini elettrificò la trasmissione e dotò l'organo di una nuova consolle, ampliando ulteriormente l'estensione di manuali e pedale.
Lo strumento è collocato su un alto basamento-cantoria mobile a ridosso della parete occidentale del braccio di sinistra nel transetto, nei pressi dell'arco trionfale. Il materiale è interamente racchiuso entro una cassa lignea in stile neoclassico, riccamente ornata con intagli e dorature; nella parete anteriore di quest'ultima si apre la mostra, costituita da tre cuspidi di canne di principale disposte in altrettanti campi a serliana; al di sopra del prospetto vi è lo stemma di papa Pio IX. La consolle, mobile indipendente, è posta a pavimento nell'abside; costituita da un mobile in legno scuro privo di elementi decorativi, dispone di due tastiere e pedaliera, con i registri, le unioni e gli accoppiamenti azionati da placchette a bilico. L'organo è a trasmissione elettrica ed ha 36 registri per un totale di 2556 canne.

##### Organo della cappella di San Lorenzo
Nella cappella di San Lorenzo è situato un secondo organo a canne, presumibilmente costruito da William George Trice nel 1891 per la chiesa di Sant'Anselmo all'Aventino dalla quale fu rimosso nel 1911 in seguito alla realizzazione di un più grande strumento; fu collocato nell'attuale posizione, nella nicchia alla sinistra del presbiterio, tra il 1925-1930. L'organo è a trasmissione pneumatica tubolare e dispone di 12 registri per un totale di 698 canne; la sua consolle è a finestra ed ha due tastiere e pedaliera.

## L'abbazia benedettina

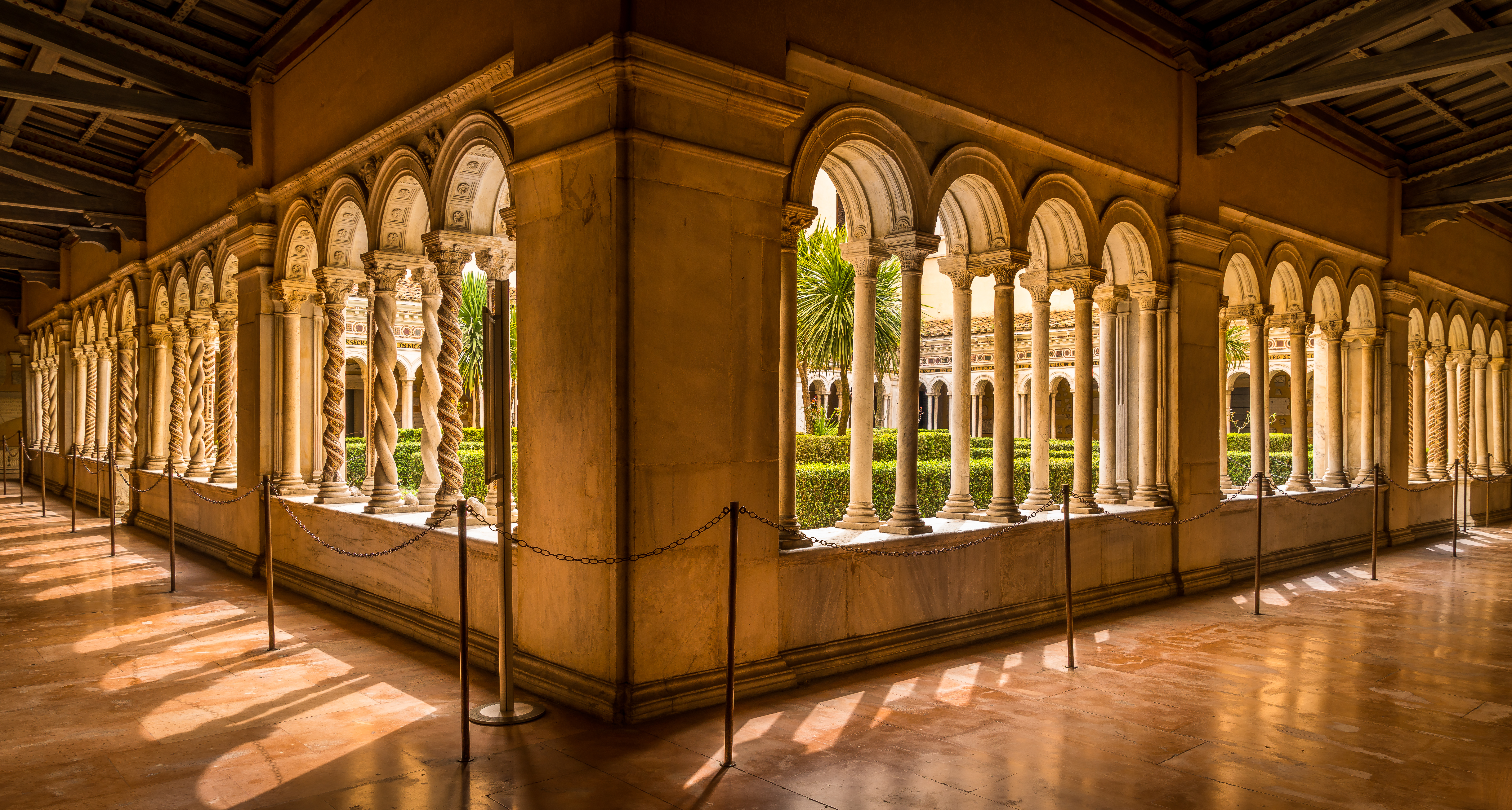
Il chiostro dell'abbazia

San Paolo fuori le mura era in passato un'abbazia territoriale e l'abate era abate mitrato. L'abbazia territoriale è stata soppressa il 7 marzo 2005. Il 31 maggio 2005 papa Benedetto XVI con il motu proprio L'antica e venerabile Basilica ha stabilito che anche per San Paolo, come per le altre tre basiliche papali di Roma, sia nominato dal Papa un arciprete, che eserciti la giurisdizione ordinaria ed immediata avendo come suo vicario per la pastorale l'abate dell'abbazia, di cui la Basilica costituisce la chiesa abbaziale. I monaci sovrintendono alla vita liturgica presso la Basilica, attraverso una pastorale "monastica" ed esercitando il ministero di riconciliazione in quanto penitenzieri apostolici minori, per il cui compito non dipendono dal Cardinale Arciprete bensì dal Tribunale della Penitenzieria Apostolica. Inoltre, appare utile evidenziare che sotto un profilo statuale vaticano, l'Abbazia è sottoposta alla giurisdizione civile della Santa Sede, mentre sotto un profilo prettamente religioso - canonistico, l'Abbazia è posta alle dirette dipendenze dell'Abate Presidente della Congregazione Cassinese - Sublacense. In seguito alla soppressione della Congregazione Cassinese, nel 2016 l'Abate Presidente decretò la giurisdizione dell'Abbazia ostiense su quella di San Pietro a Perugia quale Casa religiosa dipendente.

## Arcipreti della Basilica di San Paolo fuori le Mura
- Cardinale Andrea Cordero Lanza di Montezemolo † (31 maggio 2005 - 3 luglio 2009 ritirato)
- Cardinale Francesco Monterisi (3 luglio 2009 - 23 novembre 2012 ritirato)
- Cardinale James Michael Harvey, dal 23 novembre 2012

## Galleria d'immagini

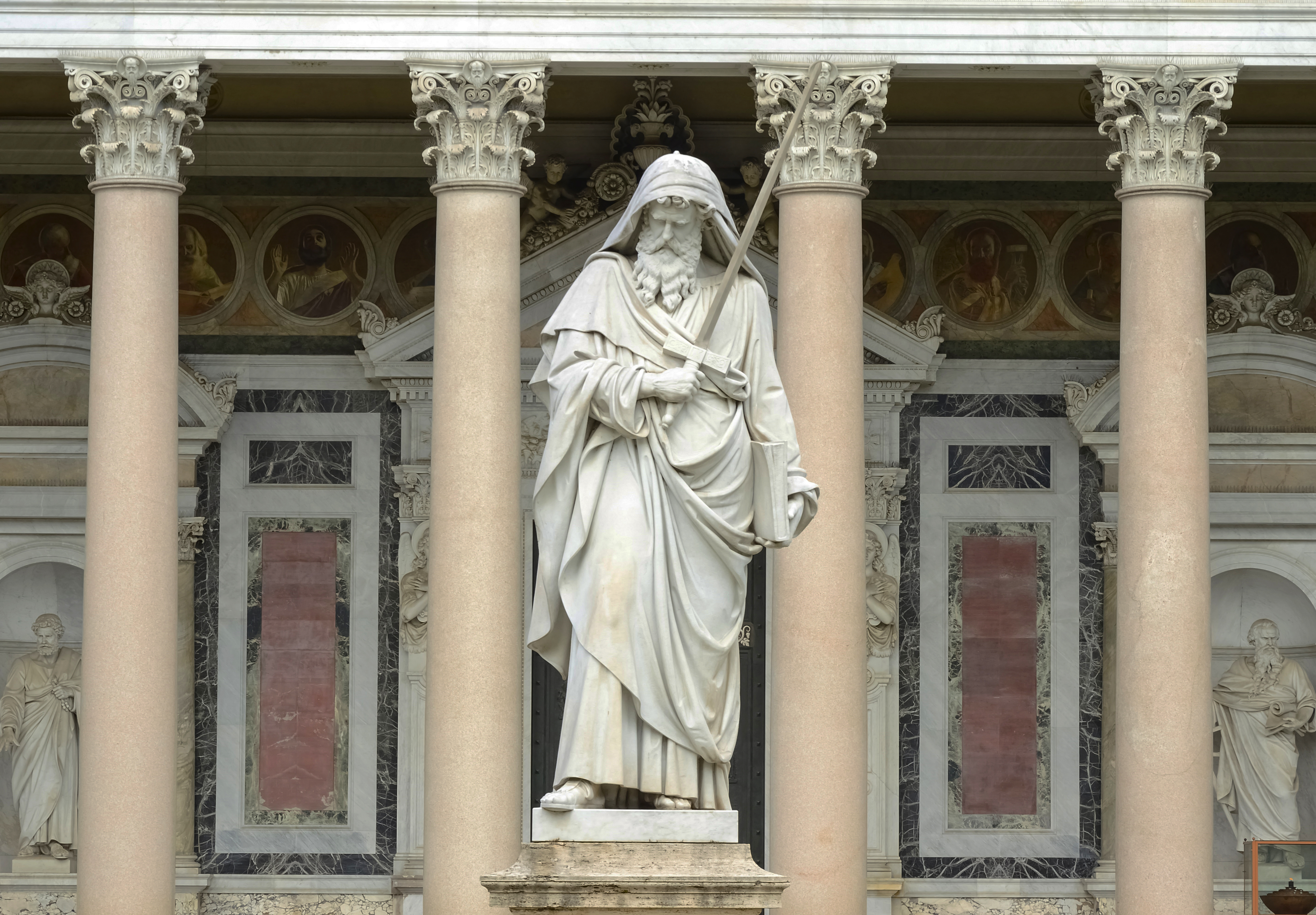
Statua al centro del quadriportico
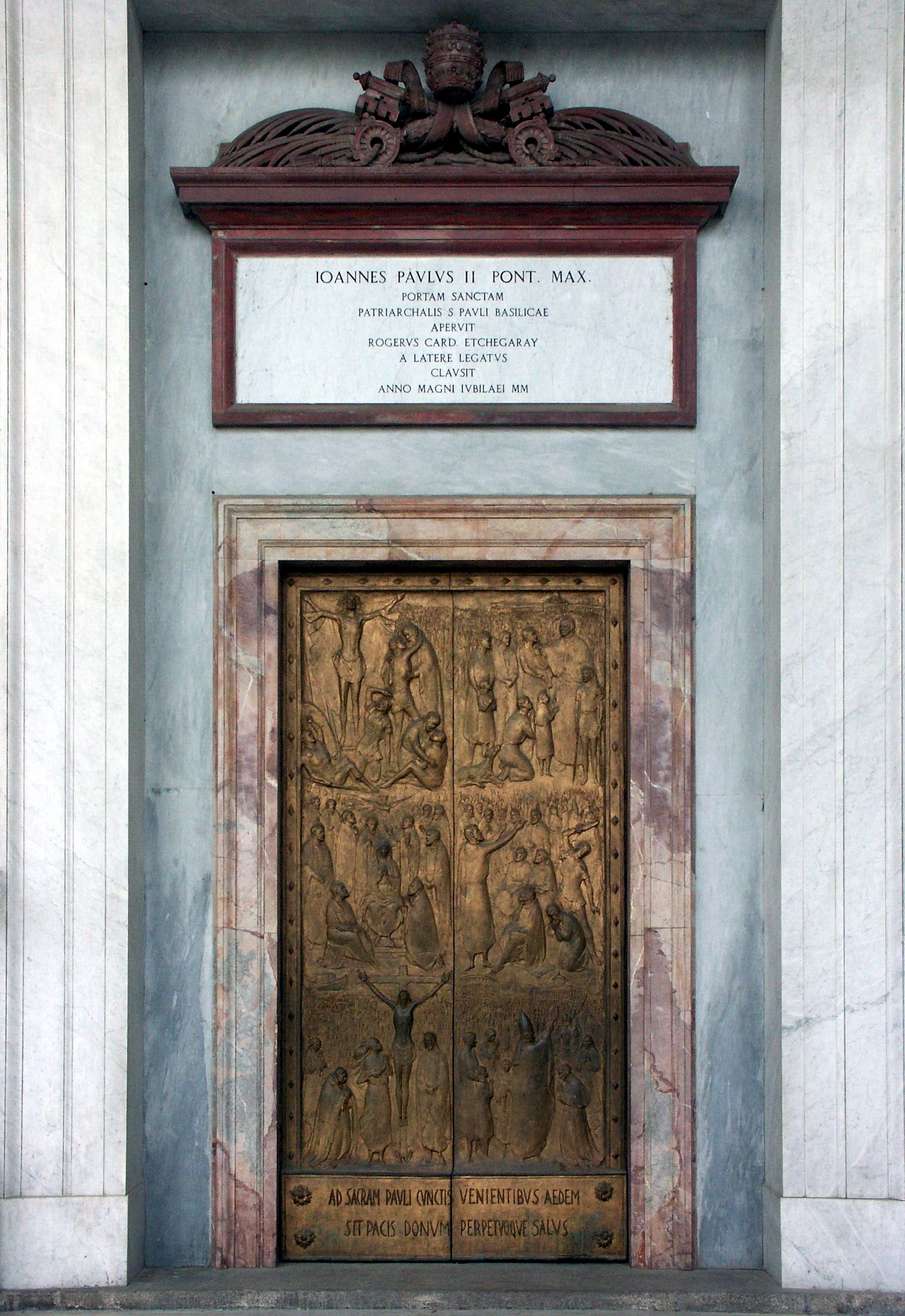
Porta santa
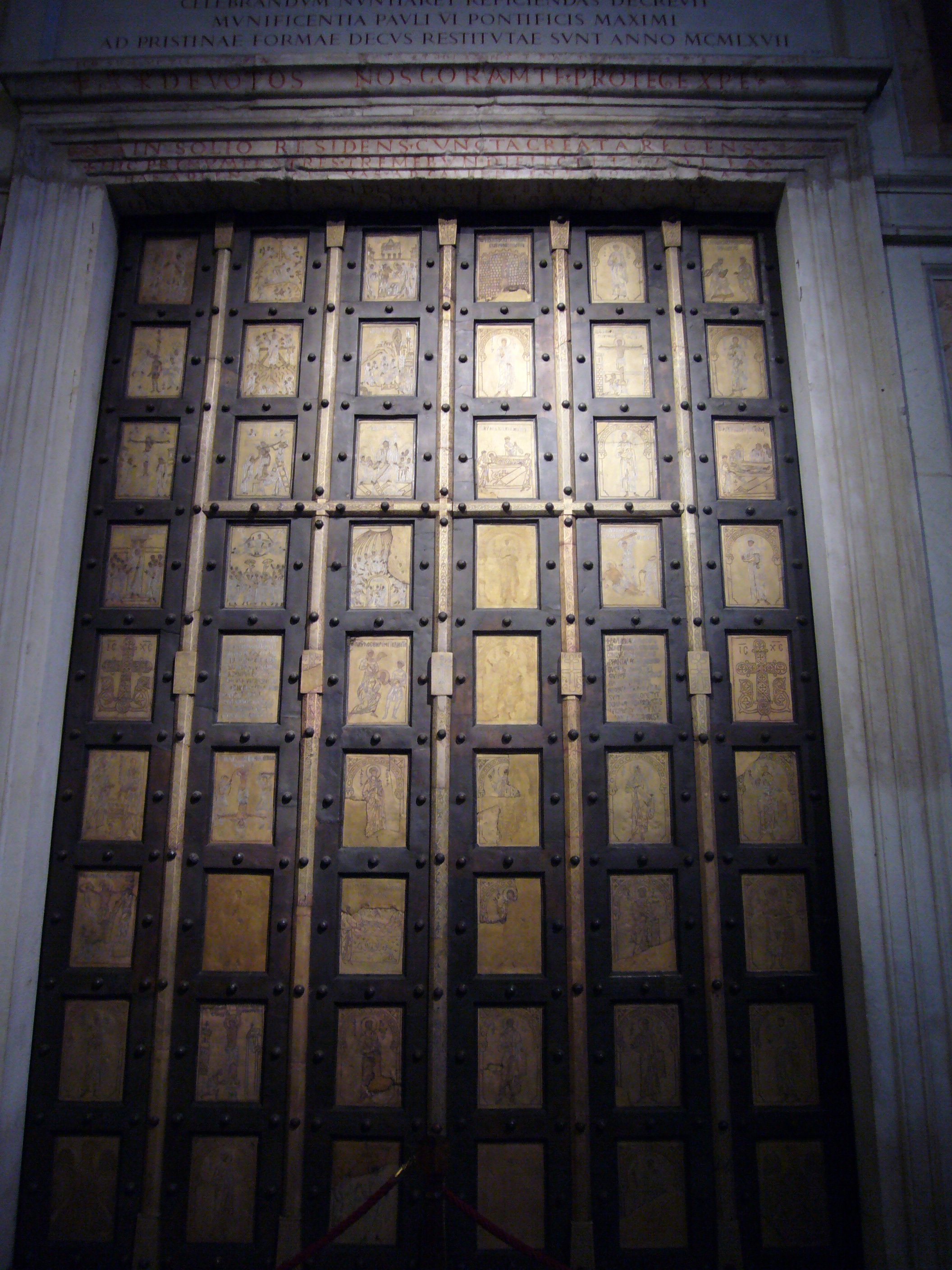
Porta bizantina
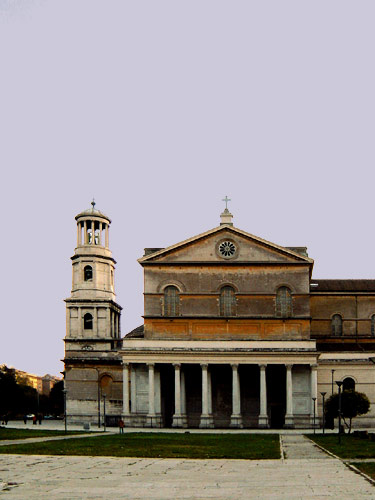
Fronte del transetto
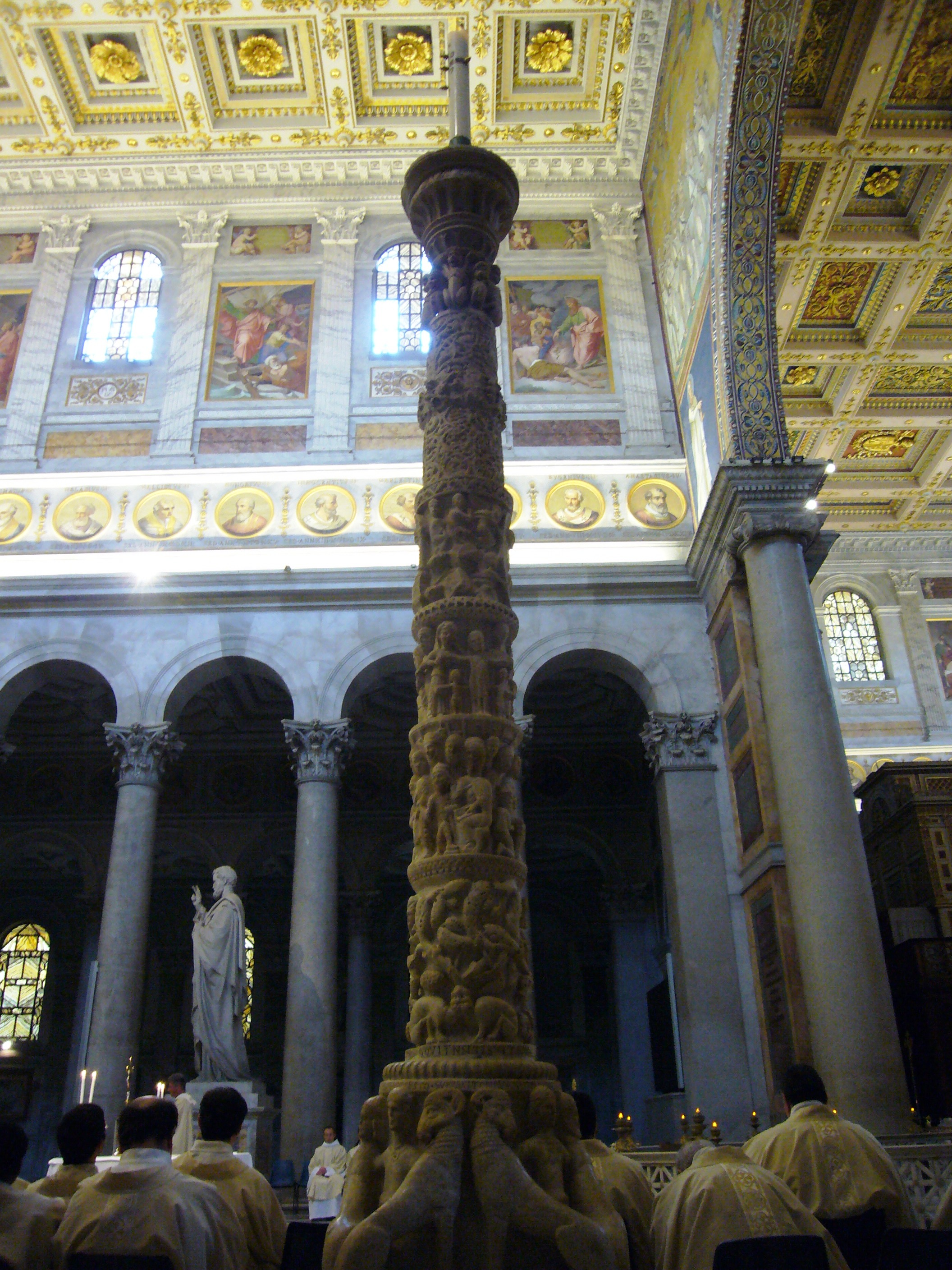
Candelabro del cero pasquale
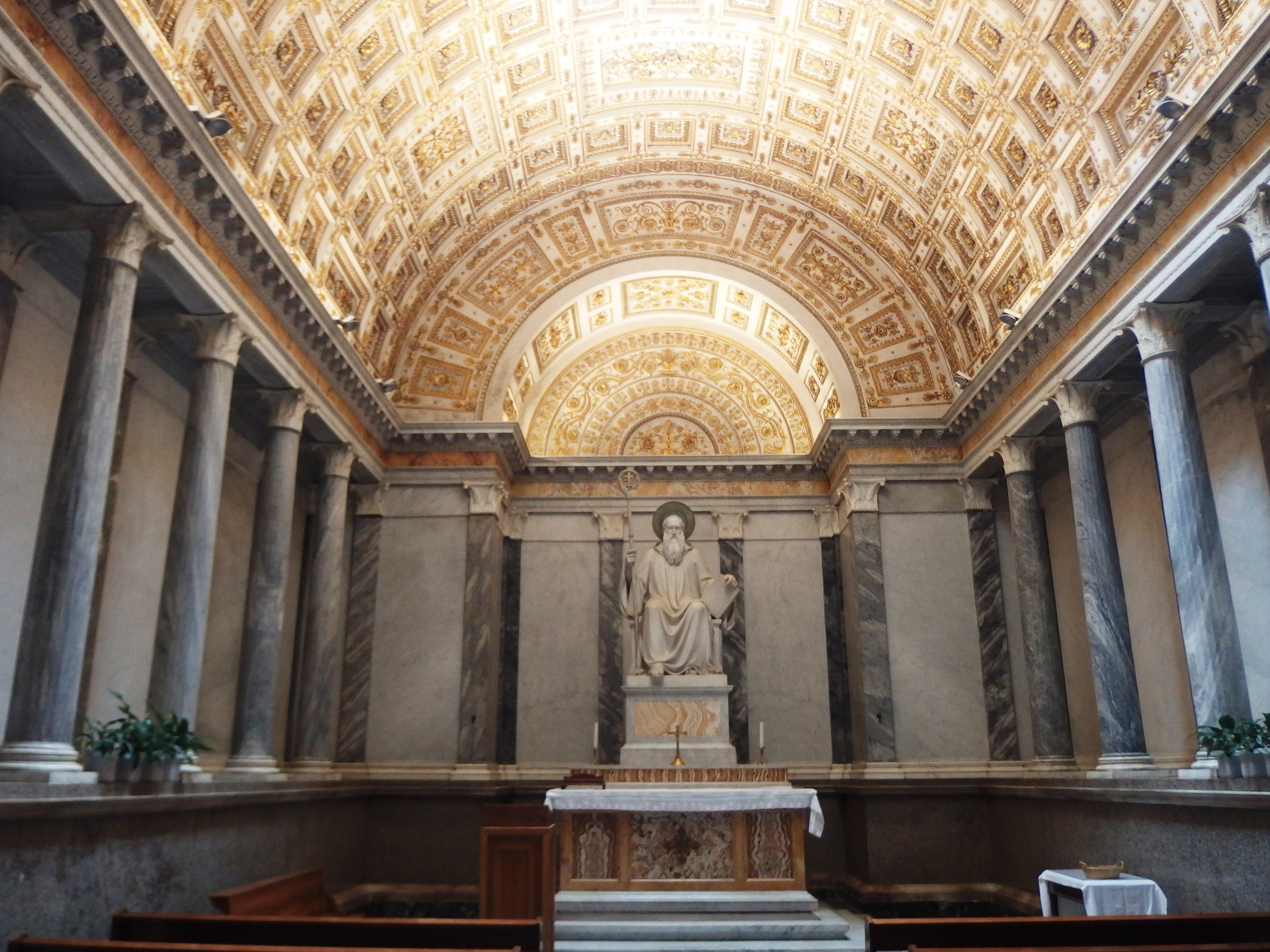
Cappella di San Benedetto
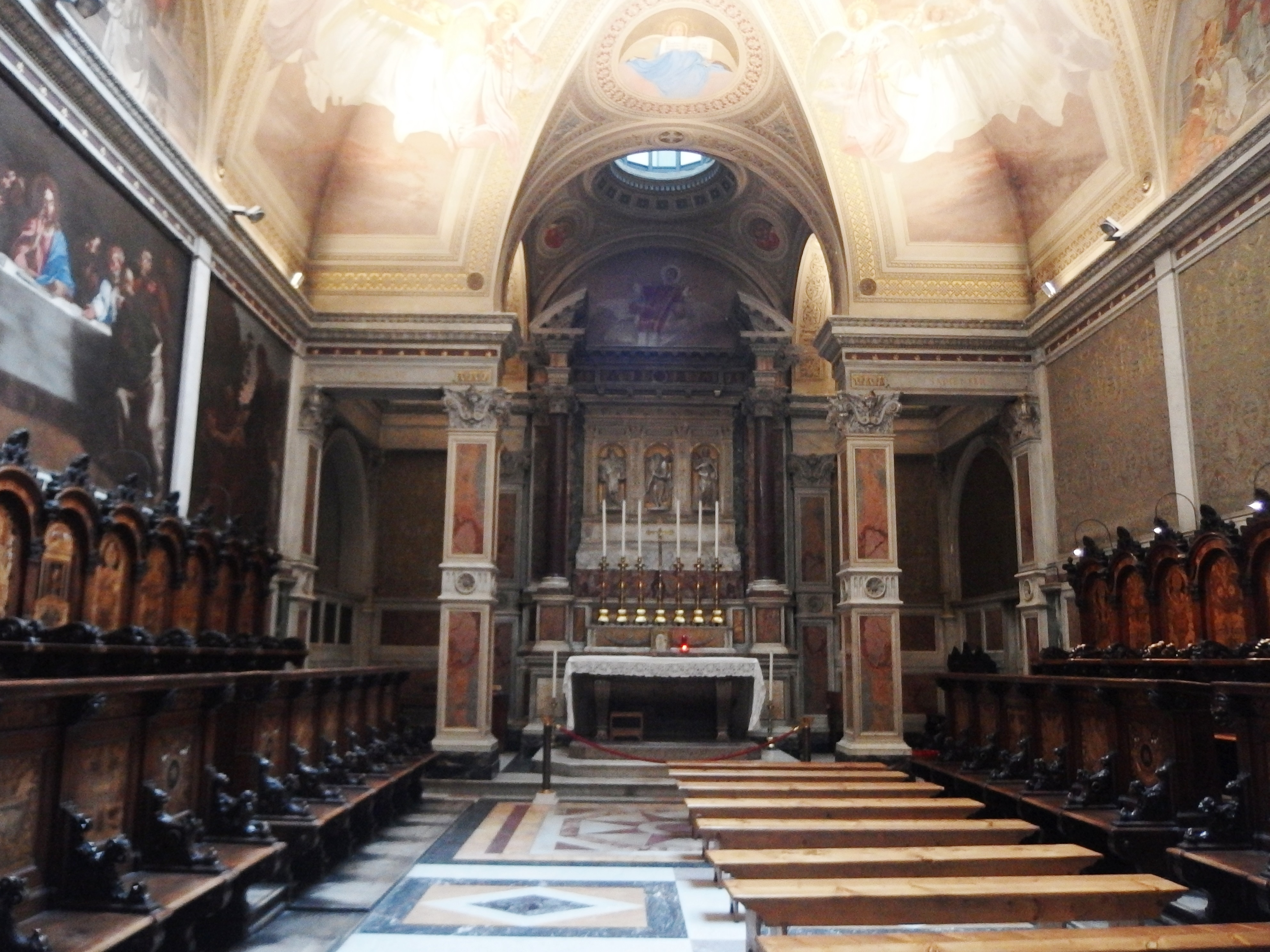
Cappella di San Lorenzo
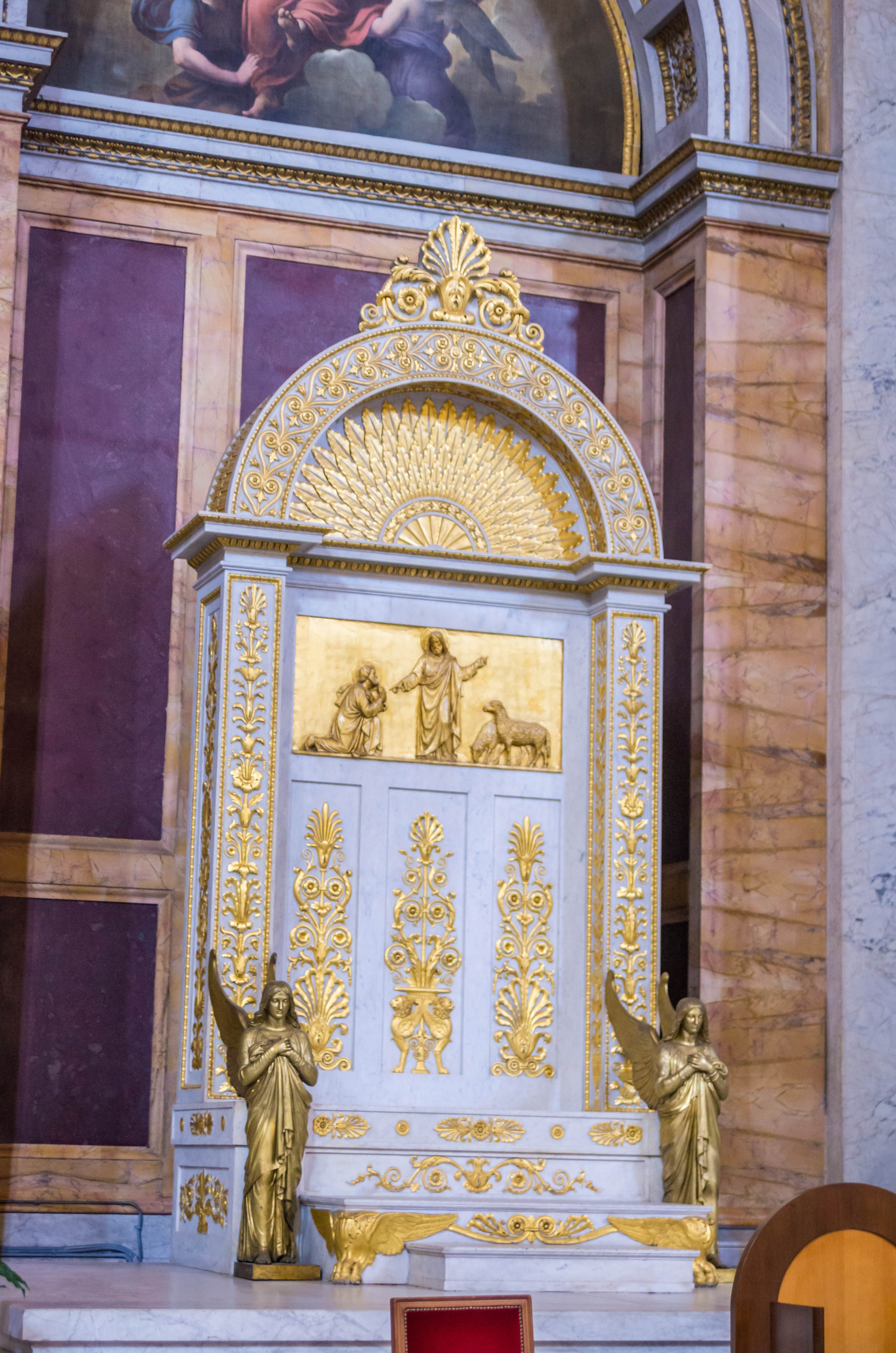
Cattedra papale